# Motor trasero y tracción trasera

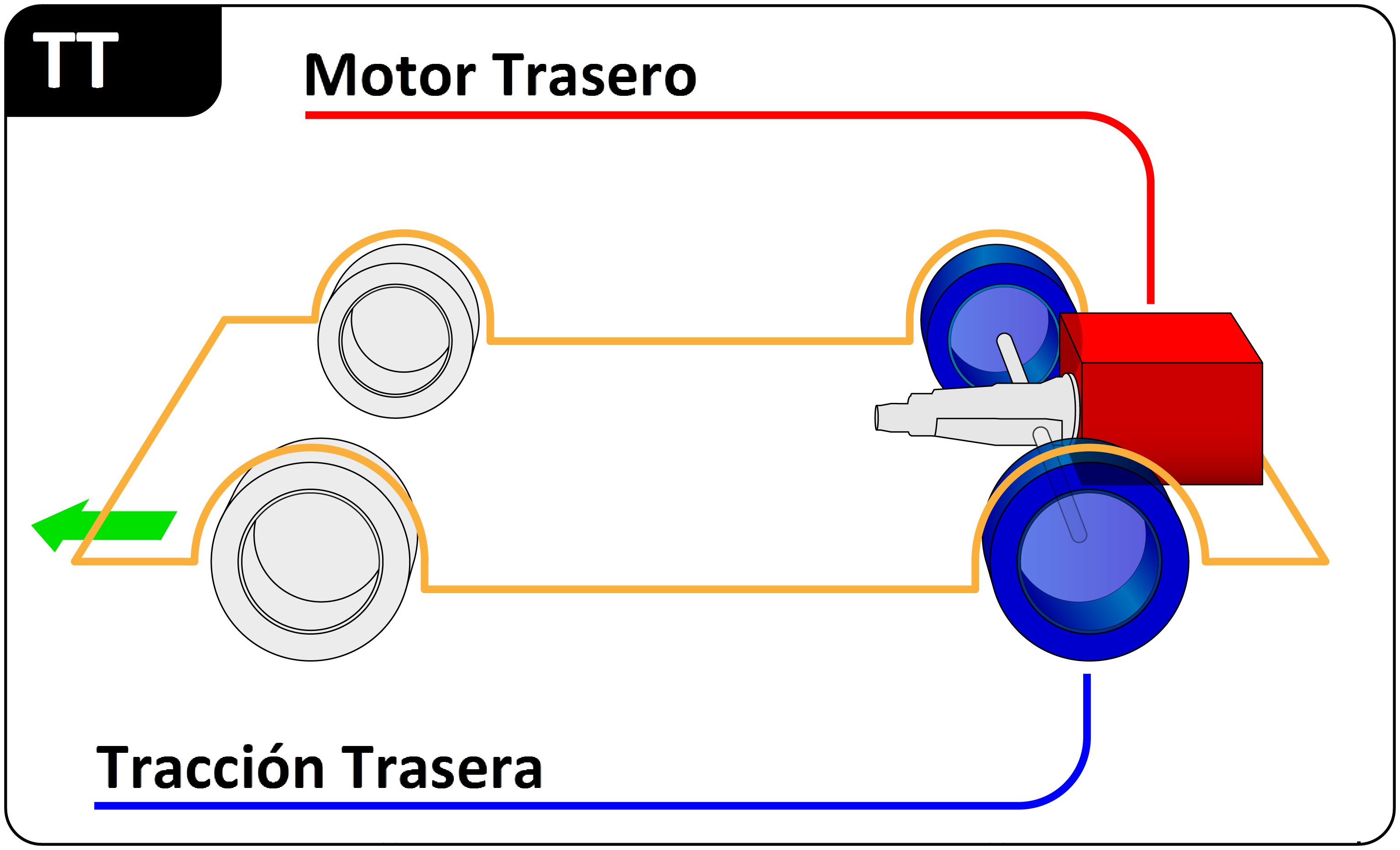
Disposición con motor trasero y tracción trasera (TT)

En el campo del diseño de automóviles, una configuración con motor trasero y tracción trasera (TT) es aquella en la que tanto el motor como las ruedas motrices están situadas en la parte trasera del vehículo. A diferencia del motor trasero central y tracción trasera, el centro de masas del motor está situado entre el eje trasero y el parachoques trasero. Aunque es una disposición muy común en autobuses urbanos y autocares debido a la eliminación del eje de transmisión en los vehículos de suelo bajo, este diseño se ha vuelto cada vez más raro en los turismos.

## Características
La mayoría de las características de la configuración TT se comparten con la disposición de motor trasero central y tracción trasera. Colocar el motor cerca de las ruedas traseras tractoras permite obtener un tren motriz físicamente más pequeño, más liviano, menos complejo y más eficiente, ya que no hay necesidad de un utilizar un eje de transmisión, y el diferencial puede integrarse con la transmisión, en un sistema comúnmente conocido como transeje. La configuración con motor delantero y tracción delantera también tiene esta ventaja.
Dado que el motor es típicamente el componente más pesado del automóvil, colocarlo cerca del eje posterior generalmente se traduce en más peso sobre el eje trasero que en el eje delantero, comúnmente conocido como sobrepeso trasero. Cuanto más atrás esté el motor, mayor será la diferencia. La distribución de pesos típica para un modelo DD (motor delantero, tracción delantera) es de 65/35 delantero/trasero; para un DT, 55/45; para CT (motor central, tracción trasera), 45/55; y para un TT, 35/65. Un sobrepeso en el eje trasero permite equilibrar la acción de los frenos delanteros y los traseros, puesto que la carga se distribuye de manera más uniforme entre las cuatro ruedas al frenar. De manera similar, disponer de mayor peso sobre el eje trasero significa que las ruedas motrices tienen una mayor capacidad de tracción al acelerar, lo que permite poner más potencia en el suelo y acelerar más rápidamente.
La desventaja de un mayor peso en el eje trasero es que el automóvil puede volverse inestable y tender al sobreviraje, especialmente al desacelerar (ya sea al frenar o dejar de acelerar; véase despegue del eje delantero). Cuando esto sucede, el momento de inercia asociado a la distribución de masas del vehículo, hace que el peso alejado del eje de rotación tenga menos capacidad para evitar la tendencia al despegue del morro del vehículo, especialmente al frenar. Se trata de una inestabilidad inherente al diseño TT, lo que hace que sea más fácil que se produzca y más difícil de rectificar un deslizamiento que en un vehículo con menos peso trasero.
Bajo una fuerte aceleración, la disminución del peso sobre las ruedas delanteras significa menos tracción y capacidad de guiado en el eje delantero, lo que a veces produce una tendencia al subviraje en curva de los coches con motor trasero.
En este sentido, un TT puede considerarse como el grado máximo de un CT: frenado más fuerte, mayor aceleración y mayor sobreviraje en frenada.
En situaciones de todoterreno y de baja tracción, el diseño TT tiene algunas ventajas en comparación con otros diseños de dos ruedas tractoras. El peso se inclina hacia las ruedas motrices, como en los coches DT. Esto mejora la tracción de las ruedas motrices y reduce la tendencia de las ruedas no impulsadas a hundirse. Además, las tareas de dirección y de tracción se dividen entre la parte delantera y la trasera, como con los vehículos DT, lo que hace que sea menos probable que pierdan tracción. Muchos buggies utilizan con éxito el Volkswagen Escarabajo como base por esta razón. Por lo tanto, la relativa simplicidad y el menor peso en comparación con los vehículos 4x4 a veces pueden superar la desventaja de tener solo dos ruedas motrices.
Donde los coches TT se diferencian de los CT (motor central y tracción trasera) es en que el motor está ubicado fuera del espacio comprendido entre los dos ejes. La principal ventaja de la disposición CT (su bajo momento de inercia) se desvirtúa un poco (aunque sigue siendo menor que en el caso de motor delantero y tracción trasera), y a cambio se obtiene más espacio para pasajeros y carga (aunque generalmente menos que en un DT). Además, debido a que ambos ejes están en el mismo lado del motor, técnicamente es más sencillo dotar de tracción a las cuatro ruedas que en una configuración de motor central (aunque ha habido más coches de alto rendimiento 4x4 con motor central que con motor trasero). Finalmente, un motor montado en la parte trasera implica que se encuentra situado en una zona del vehículo donde el flujo del aire genera un vacío relativo (una zona de presión del aire más baja), lo que permite un enfriamiento más eficiente para los vehículos con motor refrigerado por aire (que son la mayor parte de este tipo de diseños, como el Volkswagen Tipo 1, y uno de los pocos automóviles de serie turboalimentados refrigerados por aire, el Porsche 930).
Para los vehículos refrigerados por líquido, sin embargo, este diseño presenta una desventaja, ya que requiere una mayor longitud de los conductos del refrigerante desde un radiador montado en la parte delantera (lo que significa más peso y complejidad), o reubicar el radiador(es) a los costados o a la parte trasera, y agregar conductos de aire para compensar el flujo de aire más bajo en la parte trasera del automóvil.
Debido a sus especiales condiciones de conducción, a la necesidad de un mayor espacio disponible y al uso casi omnipresente de los motores con refrigeración líquida en los automóviles modernos, la mayoría de los fabricantes han abandonado el diseño TT. La principal excepción es Porsche, que ha desarrollado el 911 durante más de 40 años y ha aprovechado los beneficios de la disposición TT al tiempo que ha mitigado sus inconvenientes a niveles aceptables, cada vez más con la ayuda de sistemas electrónicos.

## Historia
Uno de los primeros automóviles TT fue el Tatra 77 de 1934, el primer coche aerodinámico producido en serie, diseñado por Hans Ledwinka. Tatra usó este diseño hasta el final de la producción del T700 en 1999. En el caso del T613 y del T700, Tatra utilizó el diseño con motor sobre el eje trasero, lo que redujo algunas desventajas del diseño TT. Mercedes-Benz también produjo varios modelos de automóviles TT en este período, comenzando con el 130H (1934). El formato radical de Tatra de los años 1930 (motor trasero refrigerado por aire y diseño aerodinámico en forma de lágrima) fue una influencia en el 'Coche del Pueblo' de Ferdinand Porsche (el Volkswagen) para Adolf Hitler. Además de ser el automóvil más masivamente producido, marcó una tendencia en los coches pequeños que duró hasta bien entrada la década de 1960. La forma final del Volkswagen con motor y tracción trasera fue el Tipo 3 de 1961, que aplanó el motor, permitiendo espacios para equipaje en la parte delantera y trasera. Un formato similar (aunque con el radiador montado en la parte delantera para refrigeración líquida en lugar de aire) se retomó en el Renault Twingo III 2014 y en el Smart Forfour de segunda generación.
Porsche ha seguido desarrollando su modelo 911 como vehículo con motor trasero, aunque ha introducido varios modelos con tracción en las cuatro ruedas. En particular, el 911 Turbo se ha vendido solo con tracción en las cuatro ruedas desde el lanzamiento del modelo 993. Sin embargo, los modelos orientados a las carreras como el GT3 y el GT2 de doble turbo siguen siendo únicamente TT.
Otro fabricante que utilizó la configuración TT fue DeLorean Motor Company con su deportivo DeLorean. Para compensar la distribución desigual del peso (35/65) causada por el motor trasero, usó ruedas traseras con un diámetro ligeramente mayor que las ruedas delanteras. Anteriormente habían aparecido el los Škoda con motor trasero (desde el Škoda 1000MB producido a partir de 1964, a los Škoda 130/135/136 producidos hasta 1990) o el Fiat 126 (producido hasta octubre de 2000).
La empresa francesa Alpine produjo una gama de deportivos de carretera y de carreras con el diseño TT. Tenían carrocerías de material compuesto y utilizaban componentes mecánicos fabricados por Renault (Alpine finalmente fue adquirida por Renault; el A610 era un producto de Renault que usaba el nombre Alpine).
Algunos de los primeros coches que usaron el diseño TT son el Tucker Torpedo, el Volkswagen Tipo 1, el Porsche 356, el Chevrolet Corvair, el NSU Prinz y el Hino Contessa.

## Desarrollo posterior
Muchos automóviles eléctricos modernos, como Mitsubishi i-MiEV, BMW i3, Volkswagen ID.3, Smart Forfour y Tesla Model 3 (solo la versión de tracción trasera) utilizan un diseño TT debido al bajo peso y los requisitos de refrigeración del motor eléctrico. El Tesla Cybertruck y el GMC Hummer EV también utilizarán este diseño para sus variantes básicas.
En 2014, el Renault Twingo III y el Smart Forfour de segunda generación revivieron el formato TT para automóviles urbanos pequeños.
La mayoría de los autobuses de servicio pesado modernos utilizan un marcado diseño TT. En los autobuses urbanos facilitael diseño de autobuses de suelo bajo en los primeros dos tercios del autobús, lo que facilita mucho el acceso para discapacitados.
La mayoría de los autocares también emplean un diseño similar, aunque el espacio libre se usa generalmente para los equipajes, y a veces, para equipos de aire acondicionado.
El Tata Nano, el automóvil de producción más barato del mundo (5800 dólares) presentado en 2008 y construido en la India, también presenta este diseño.

## Ejemplos

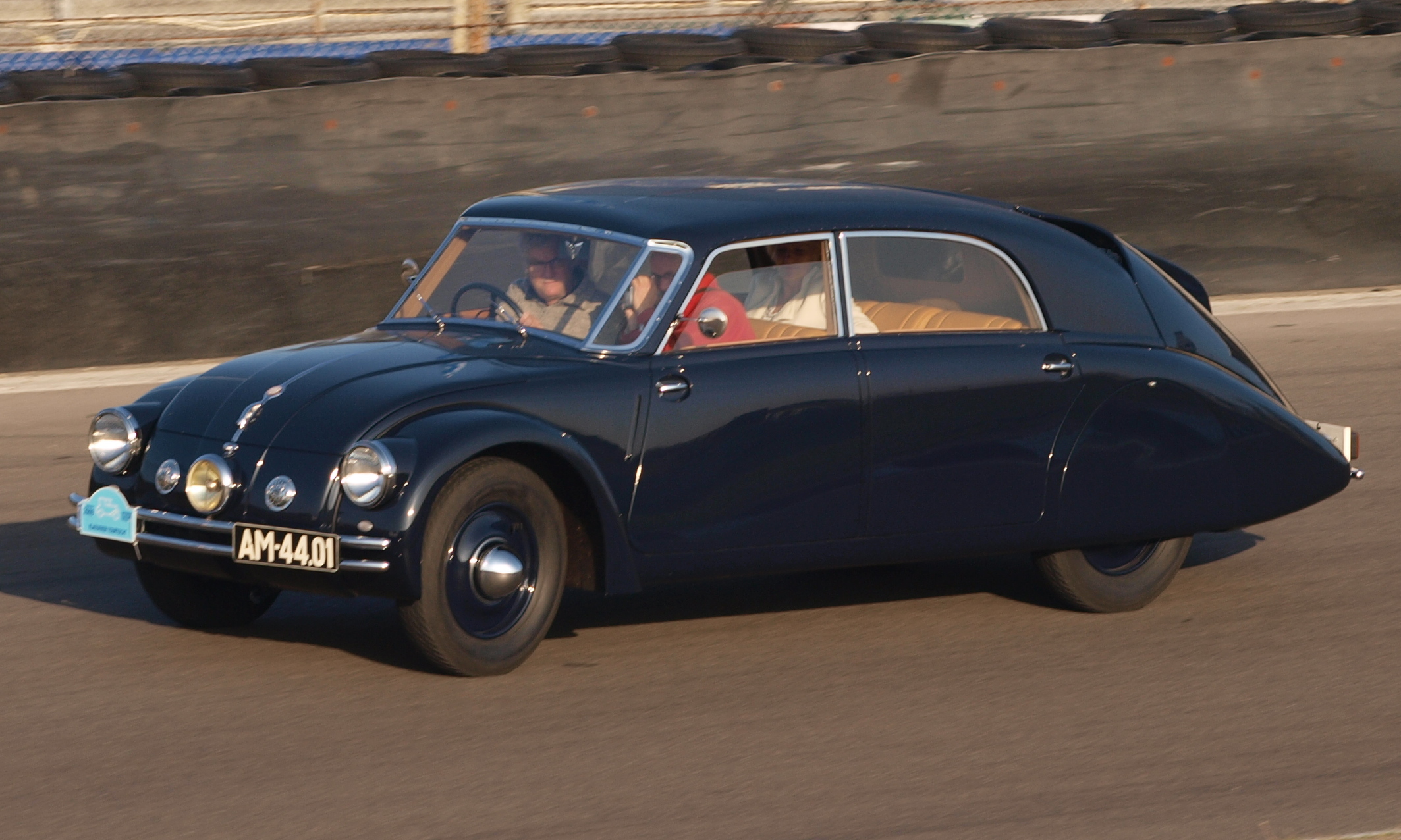
Tatra 77, uno de los primeros coches optimizados con plataforma TT
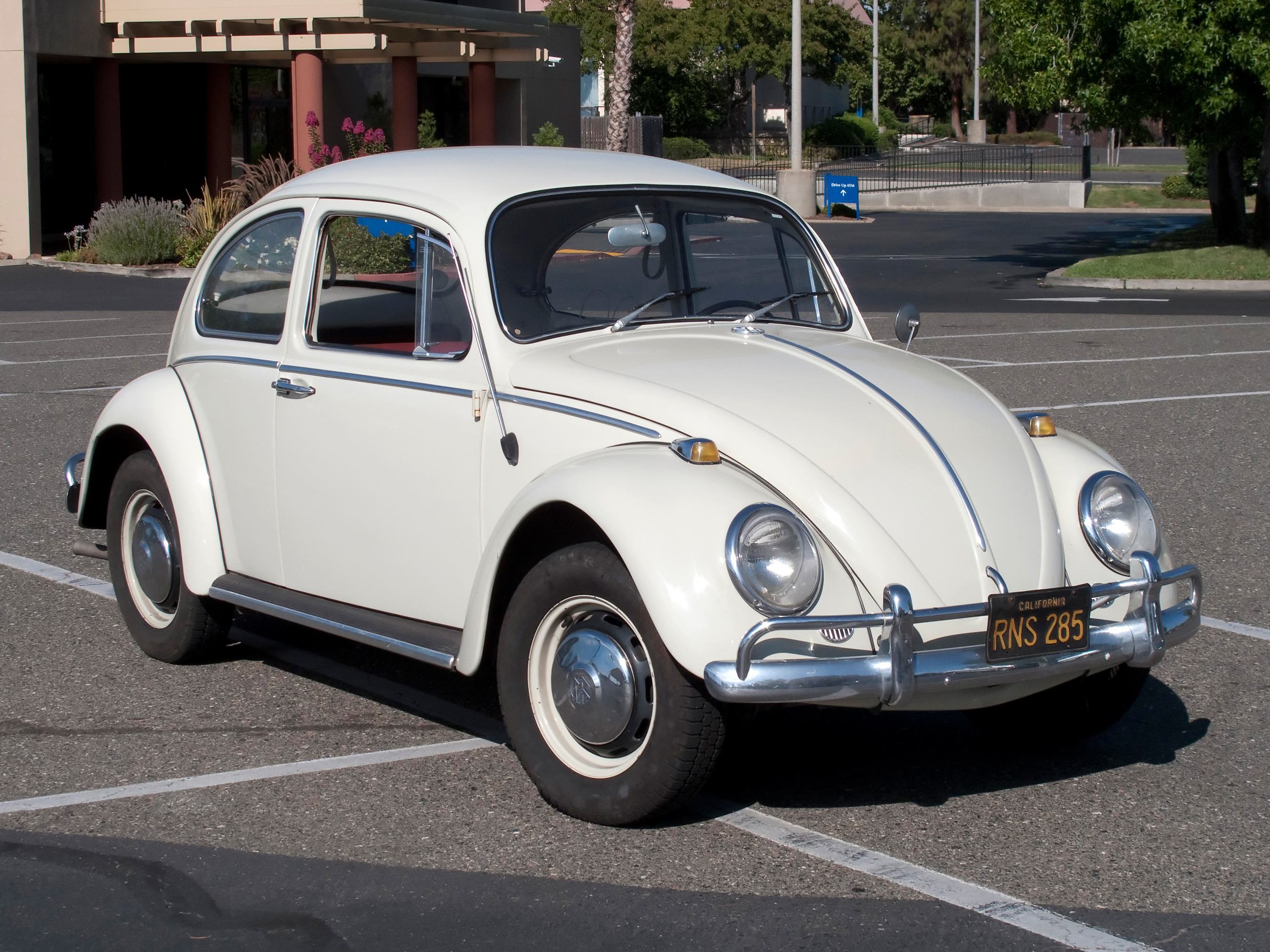
Volkswagen Bug/Beetle (VW Type 1)
Ilustración de la refrigeración por aire del motor del Beetle en un Volkswagen Bug/Beetle (VW Tipo 1)
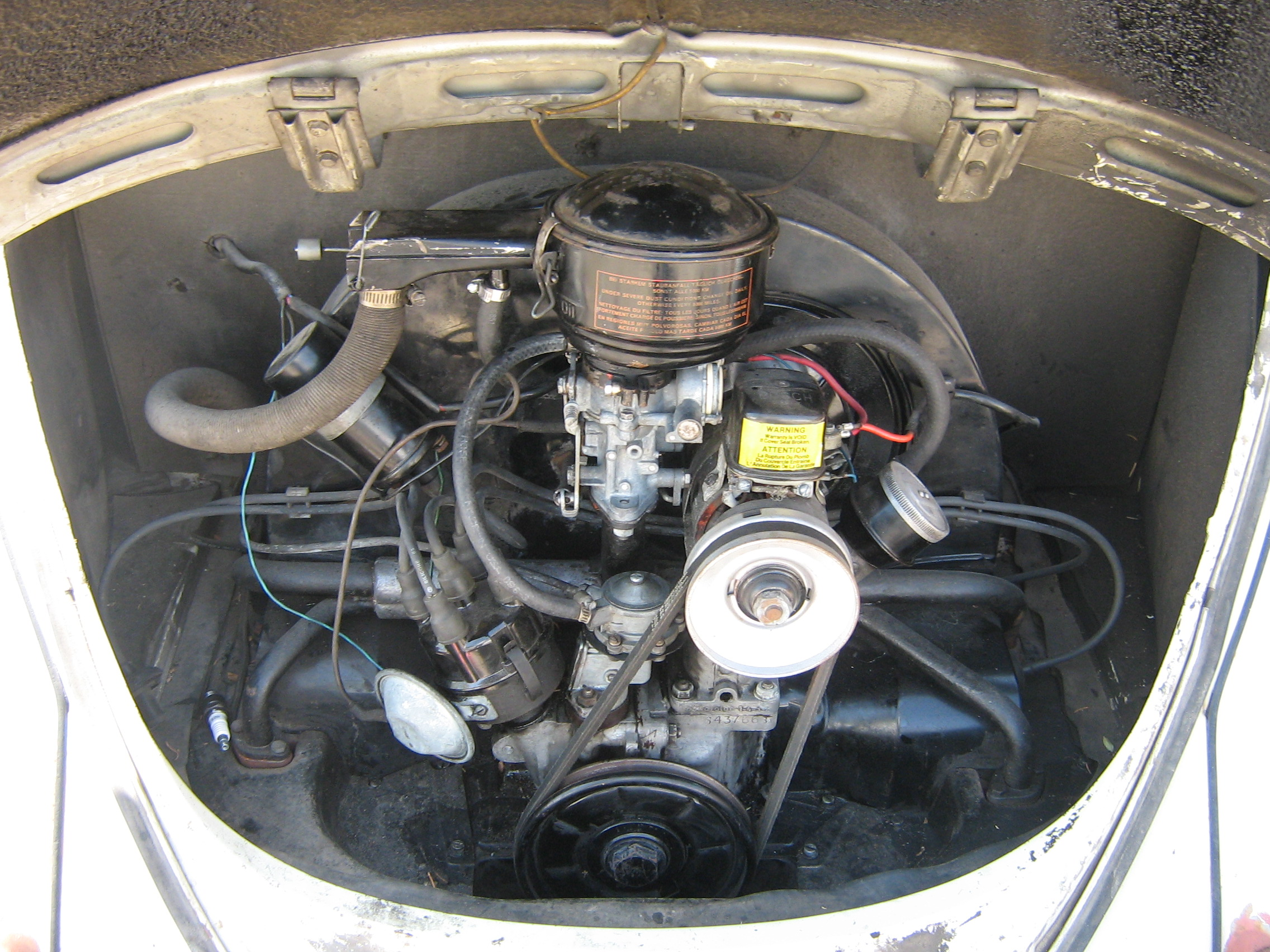
Motor de un Volkswagen Beetle (1962)
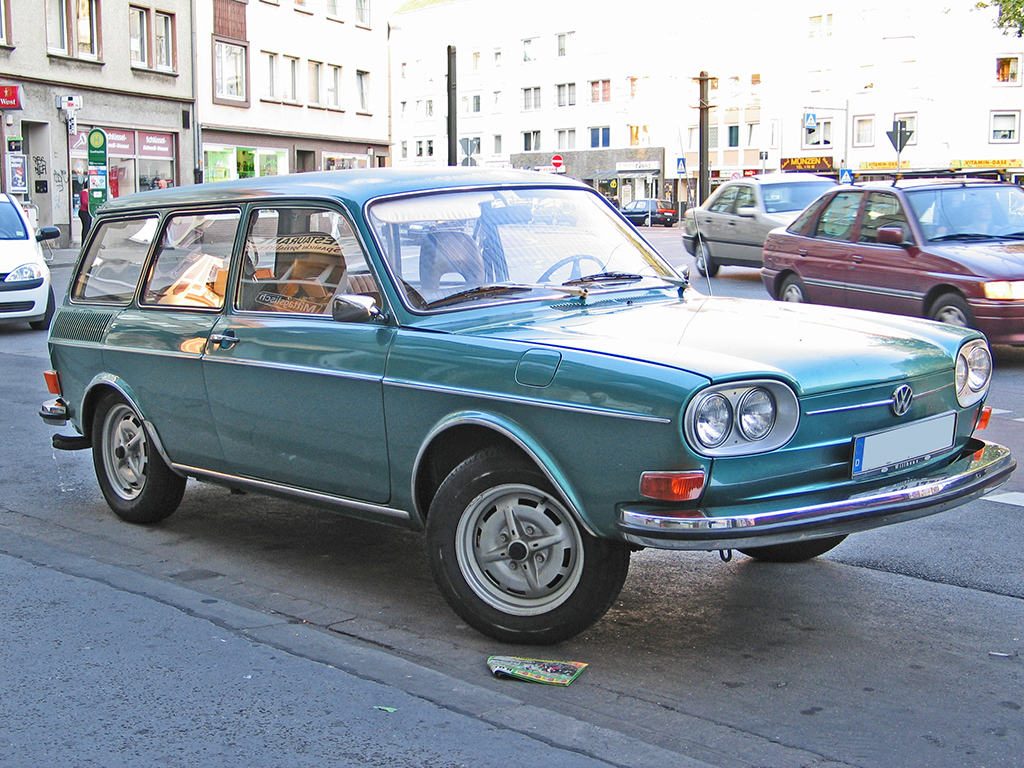
Volkswagen Tipo 4: Volkswagen 411, Volkswagen 412
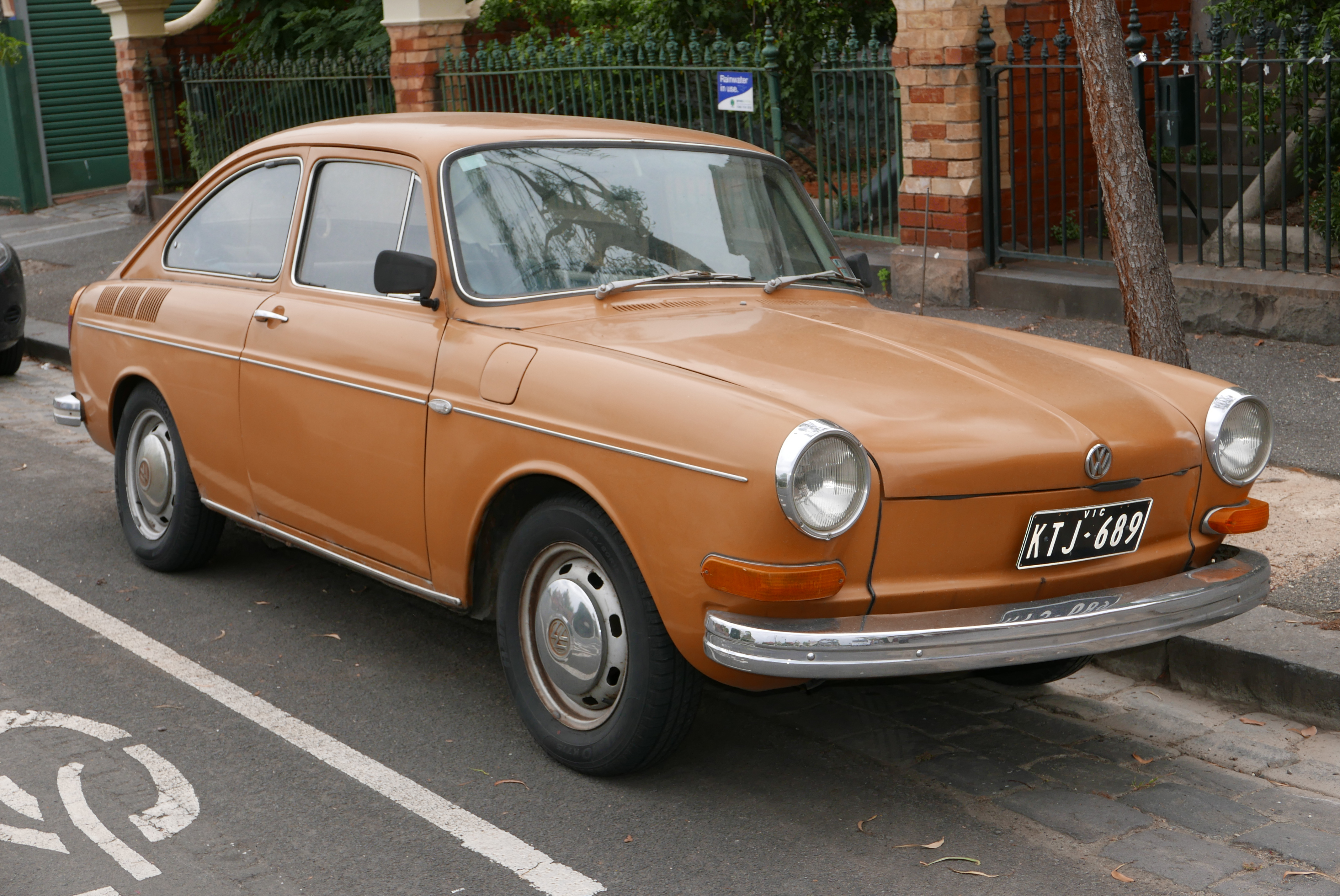
Volkswagen Tipo 3
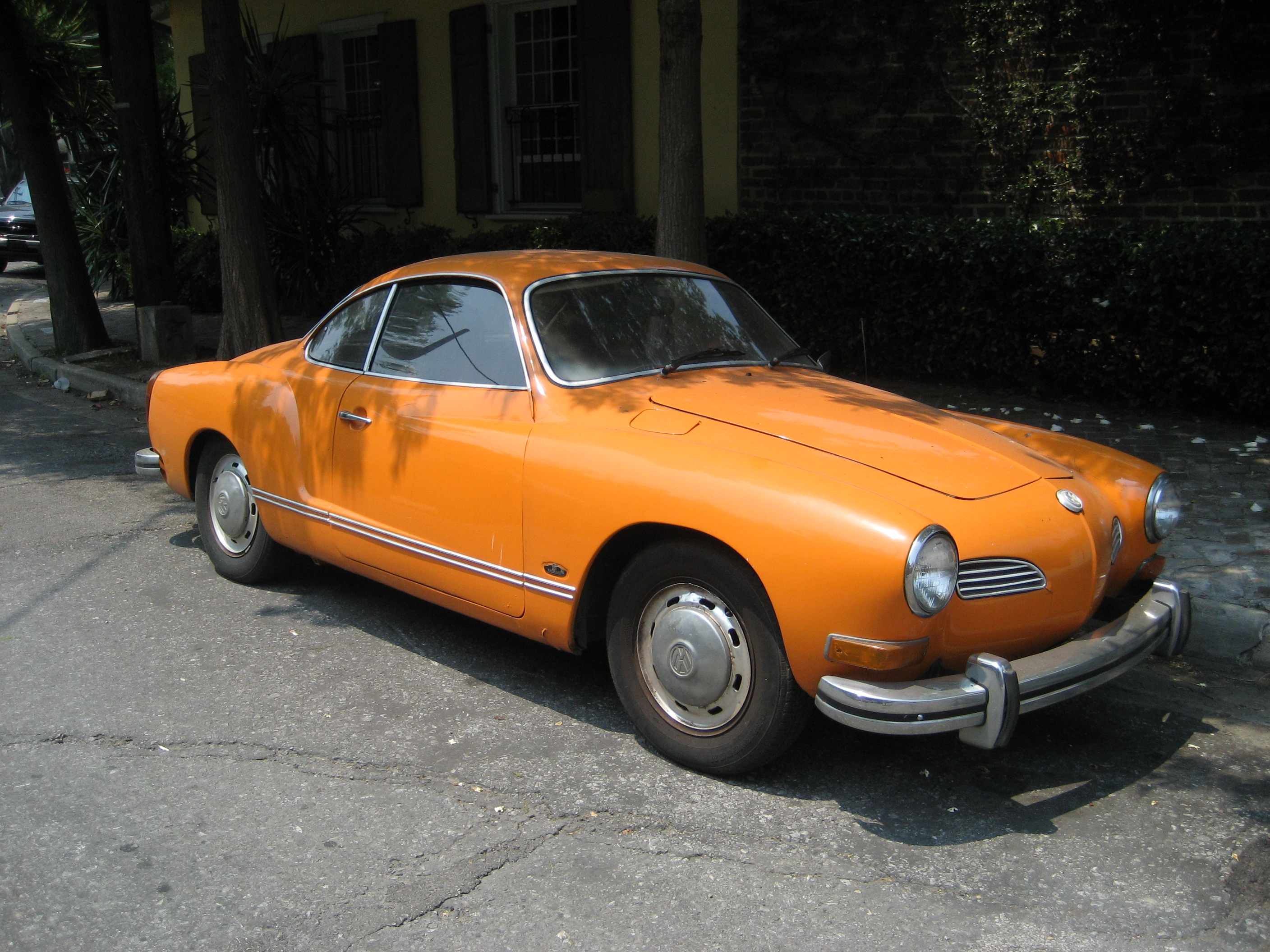
Volkswagen Karmann Ghia
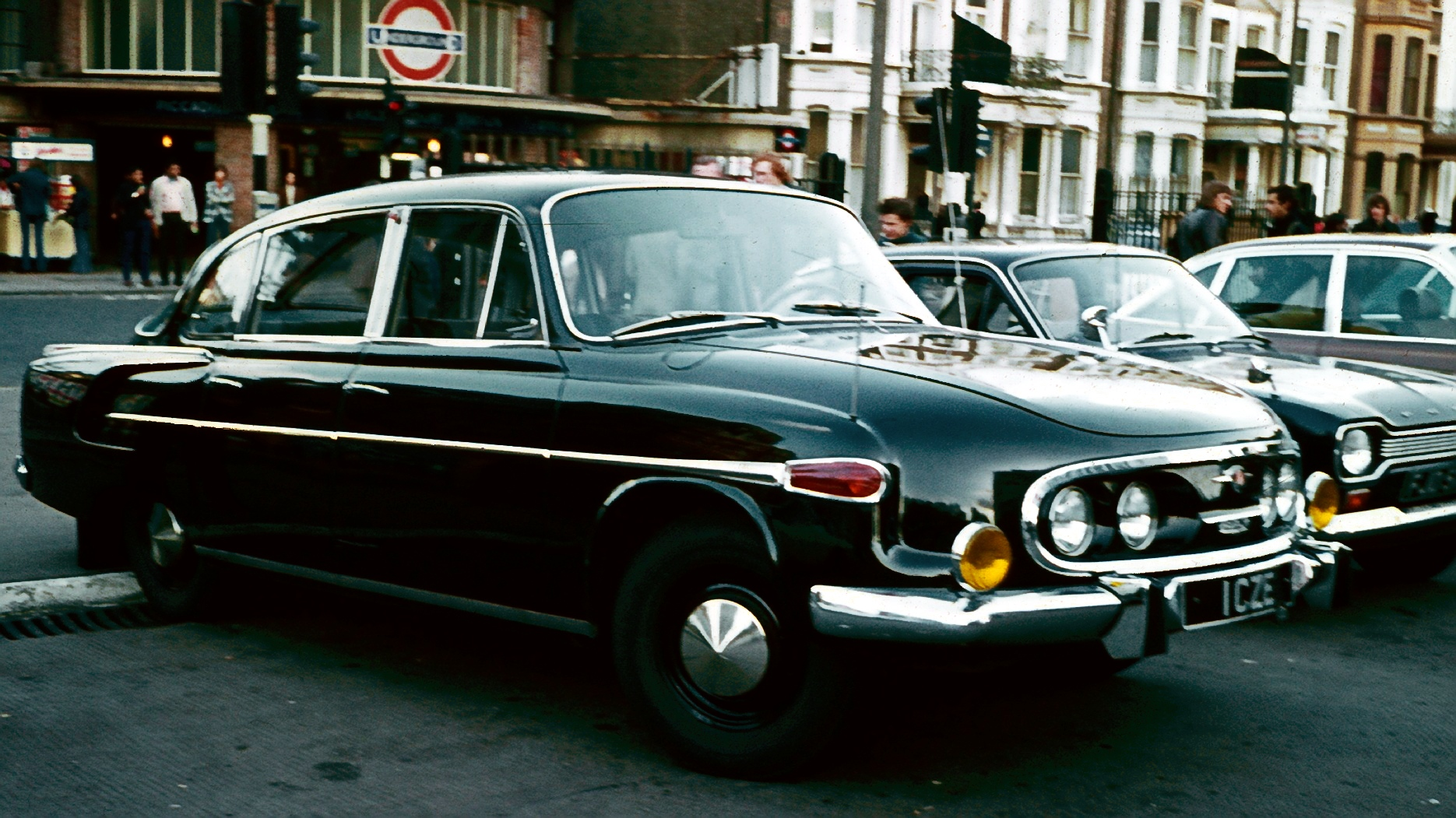
Tatra 603 con plataforma TT
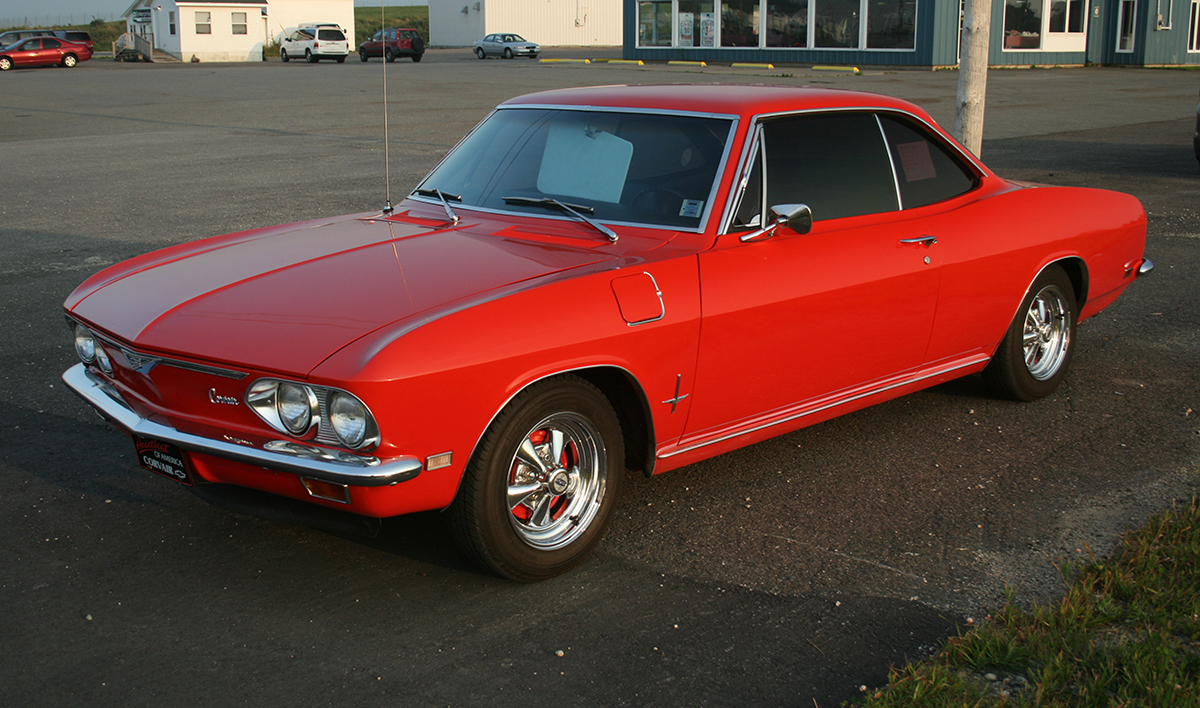
Chevrolet Corvair
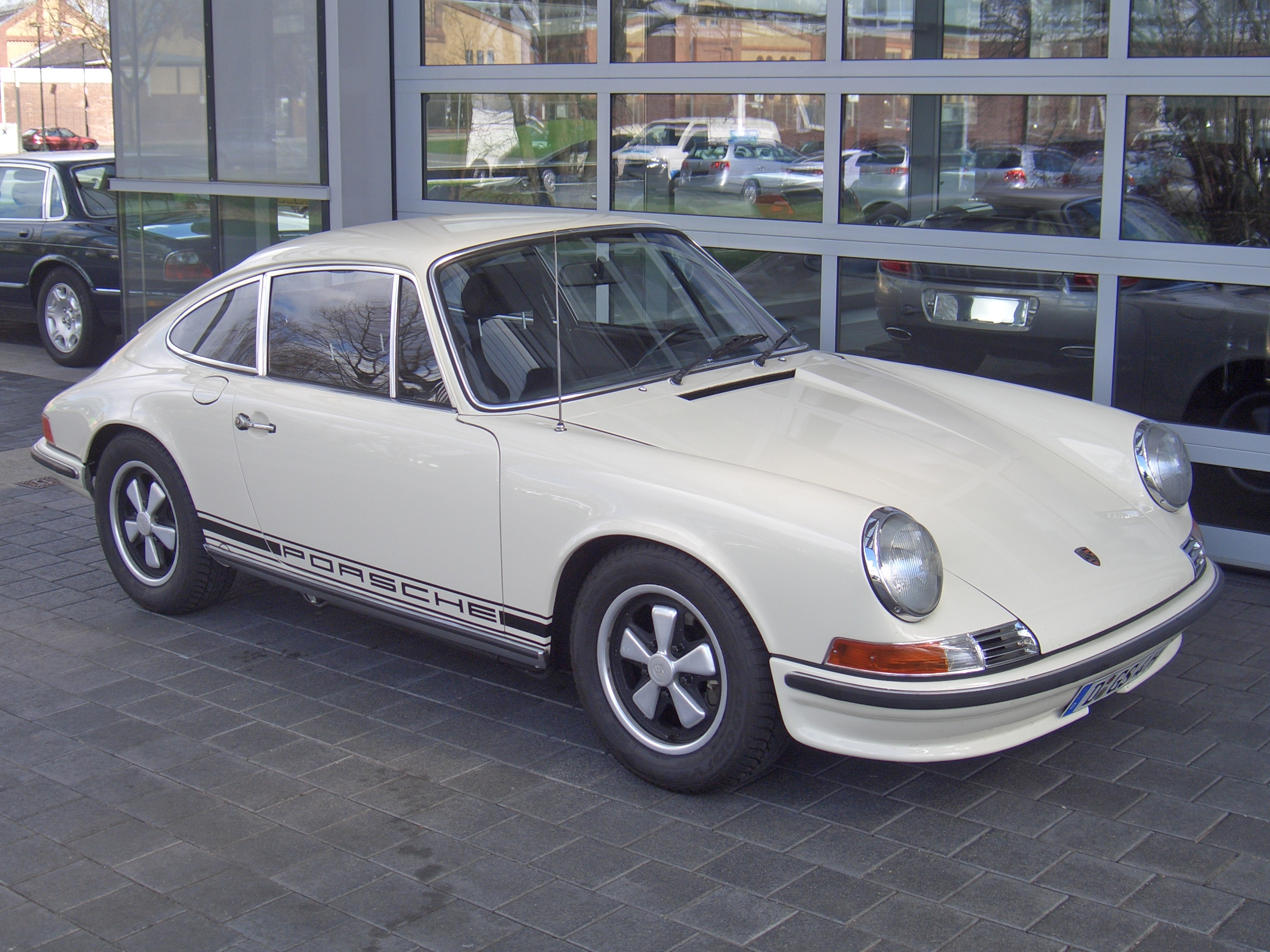
Porsche 911 con plataforma TT. Algunos modelos actuales son ahora de tracción total
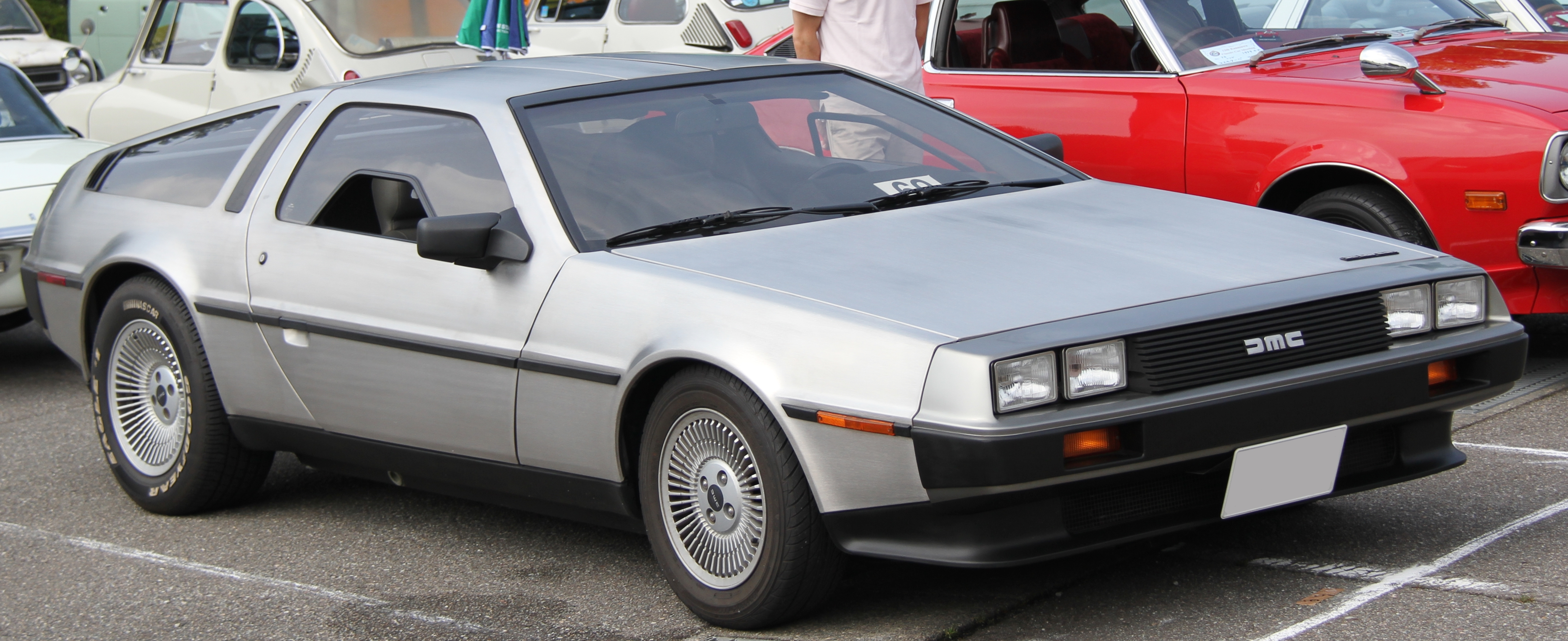
DMC DeLorean con plataforma TT
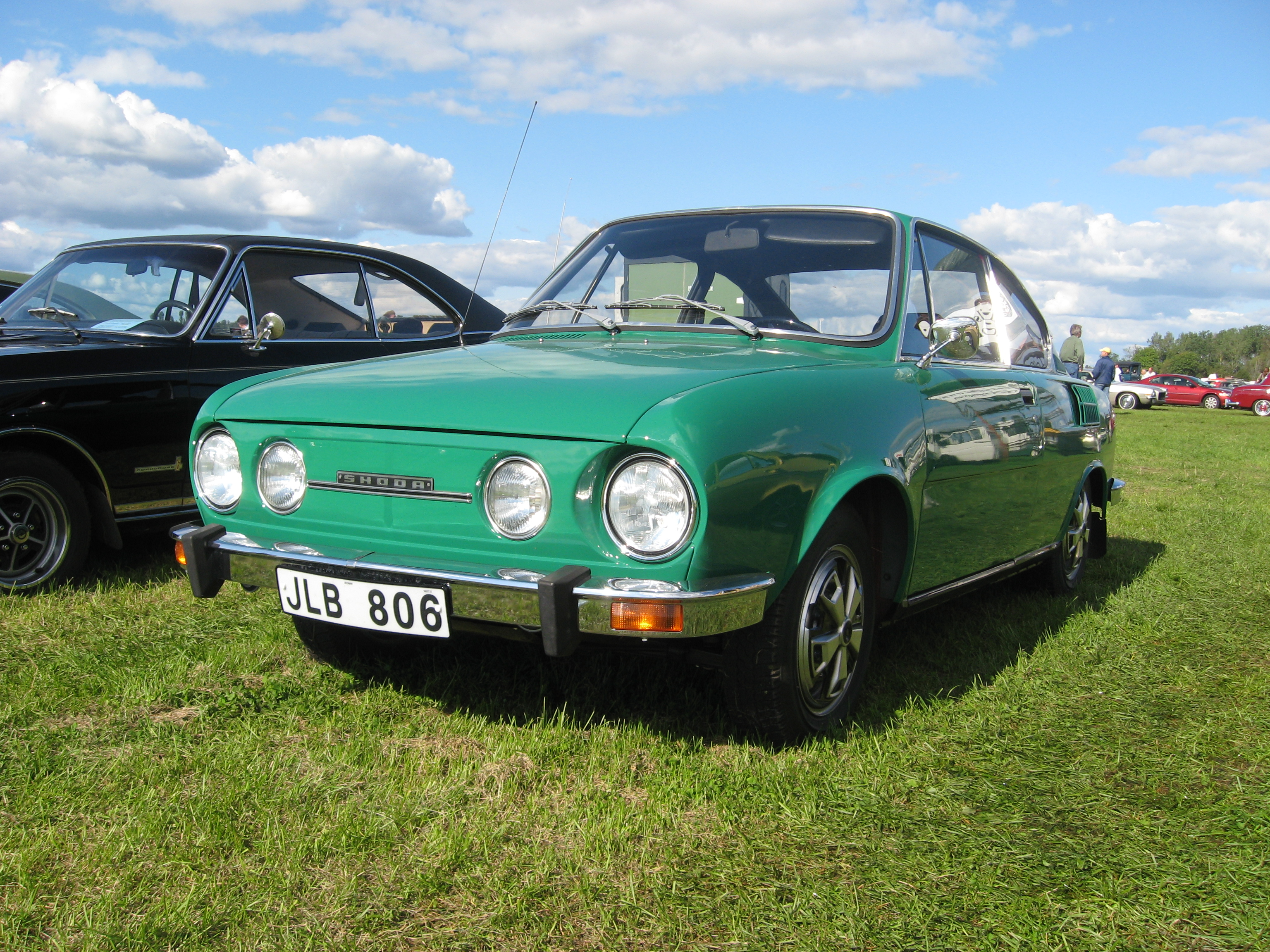
Škoda 110R Coupé con plataforma TT
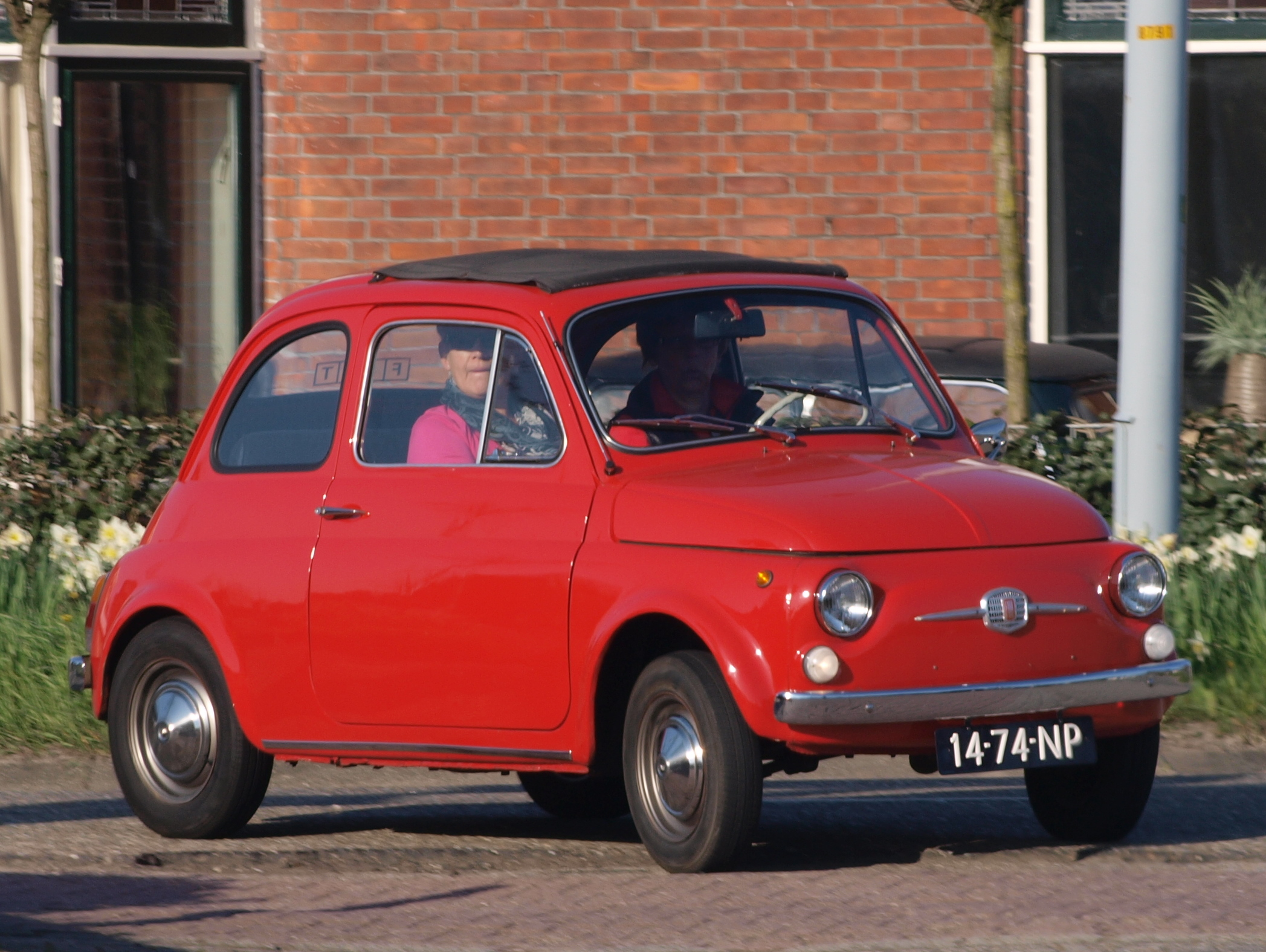
El Fiat 500 (1957) original tenía motor trasero
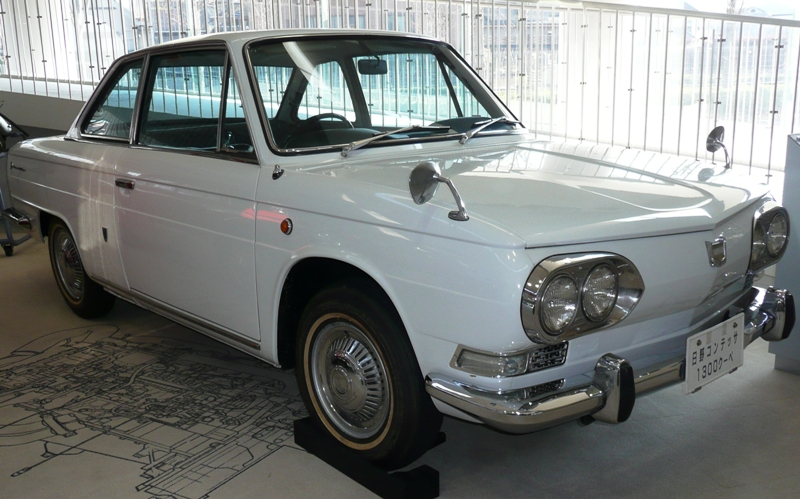
Hino Contessa
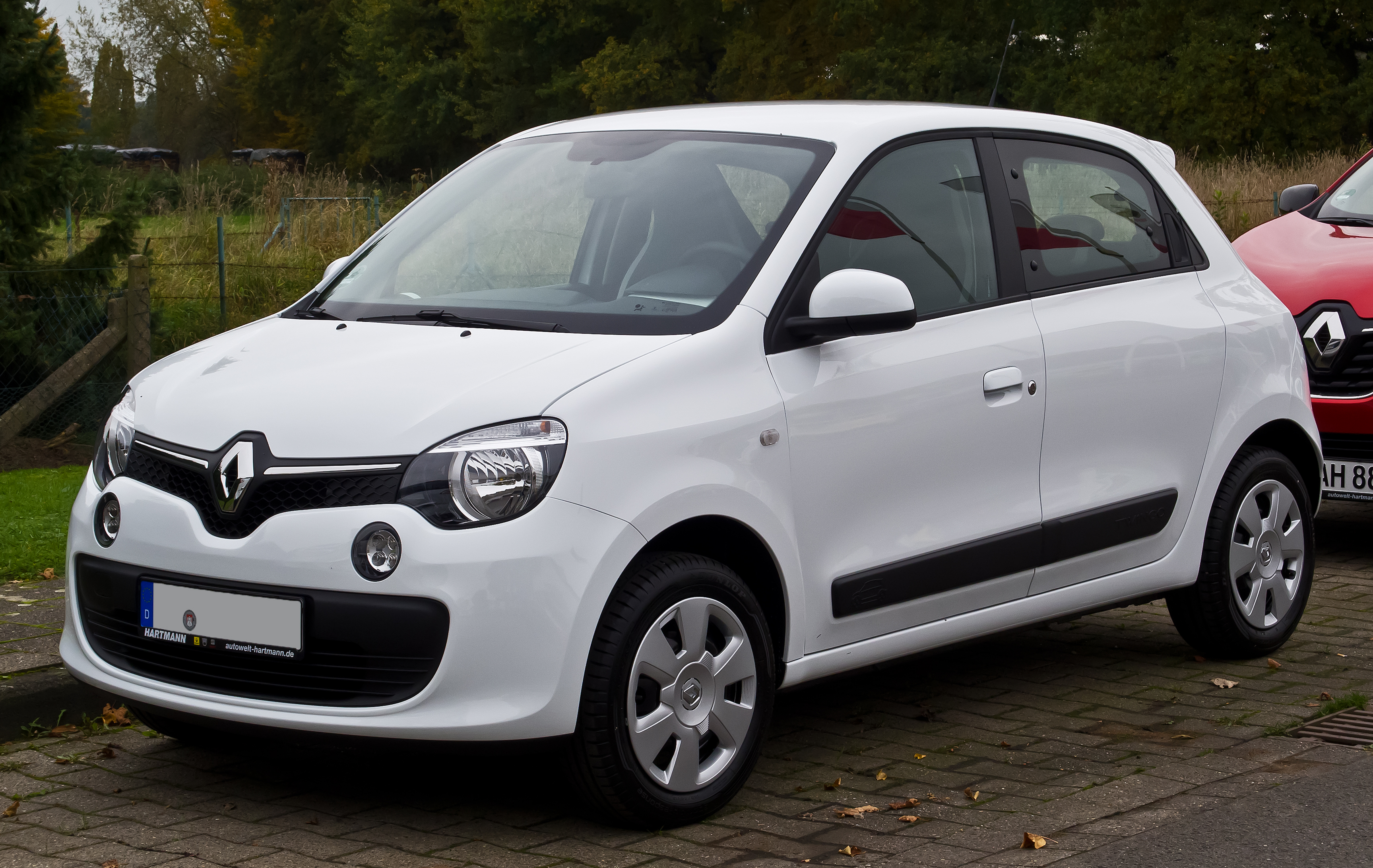
Renault Twingo III, con configuración TT
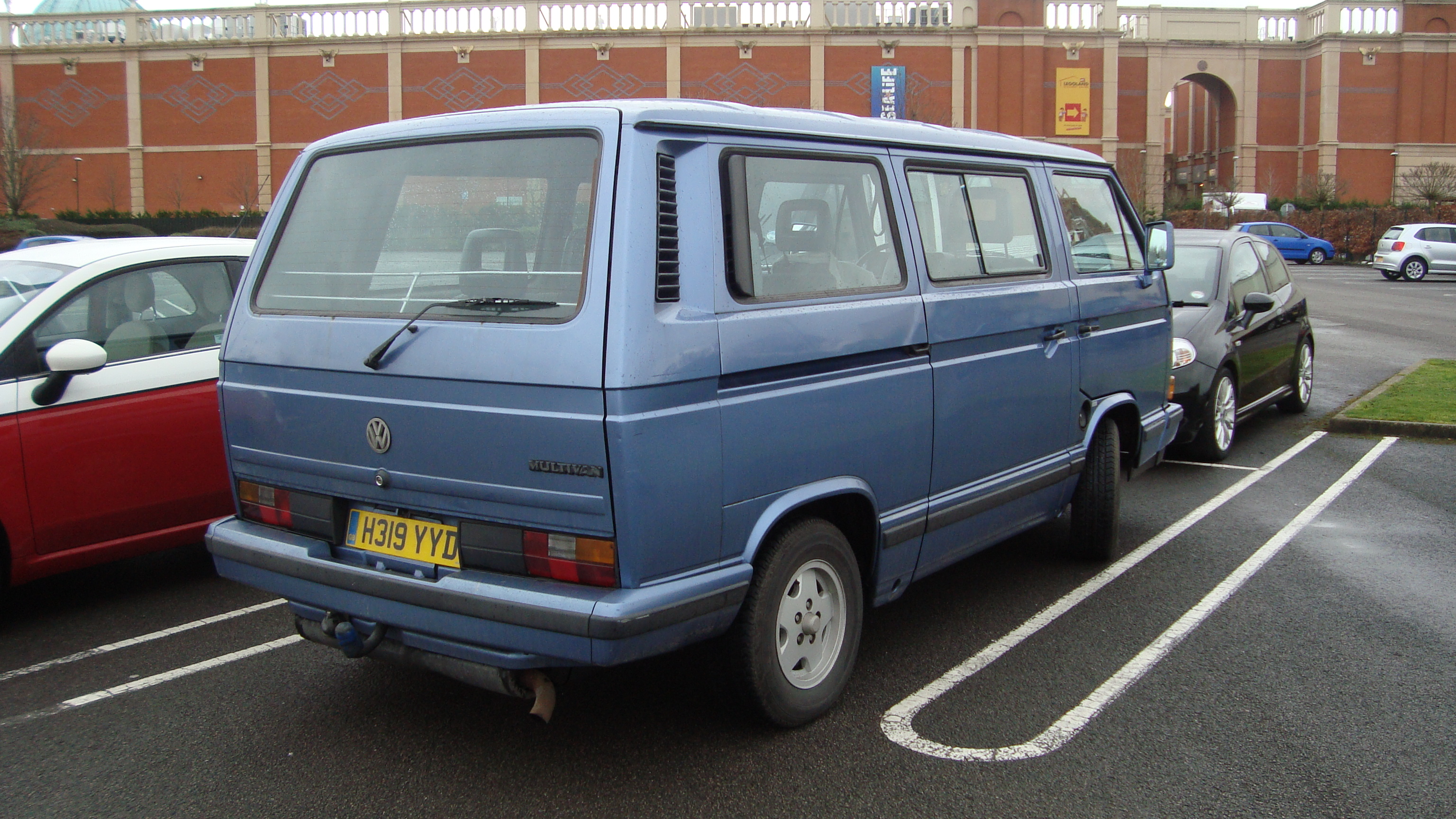
Volkswagen T3
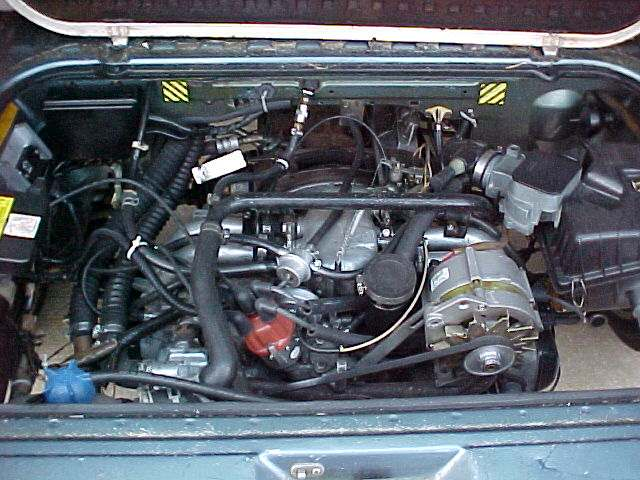
Motor trasero Volkswagen Wasserboxer de cuatro cilindros en un Volkswagen Tipo 2 (T3)
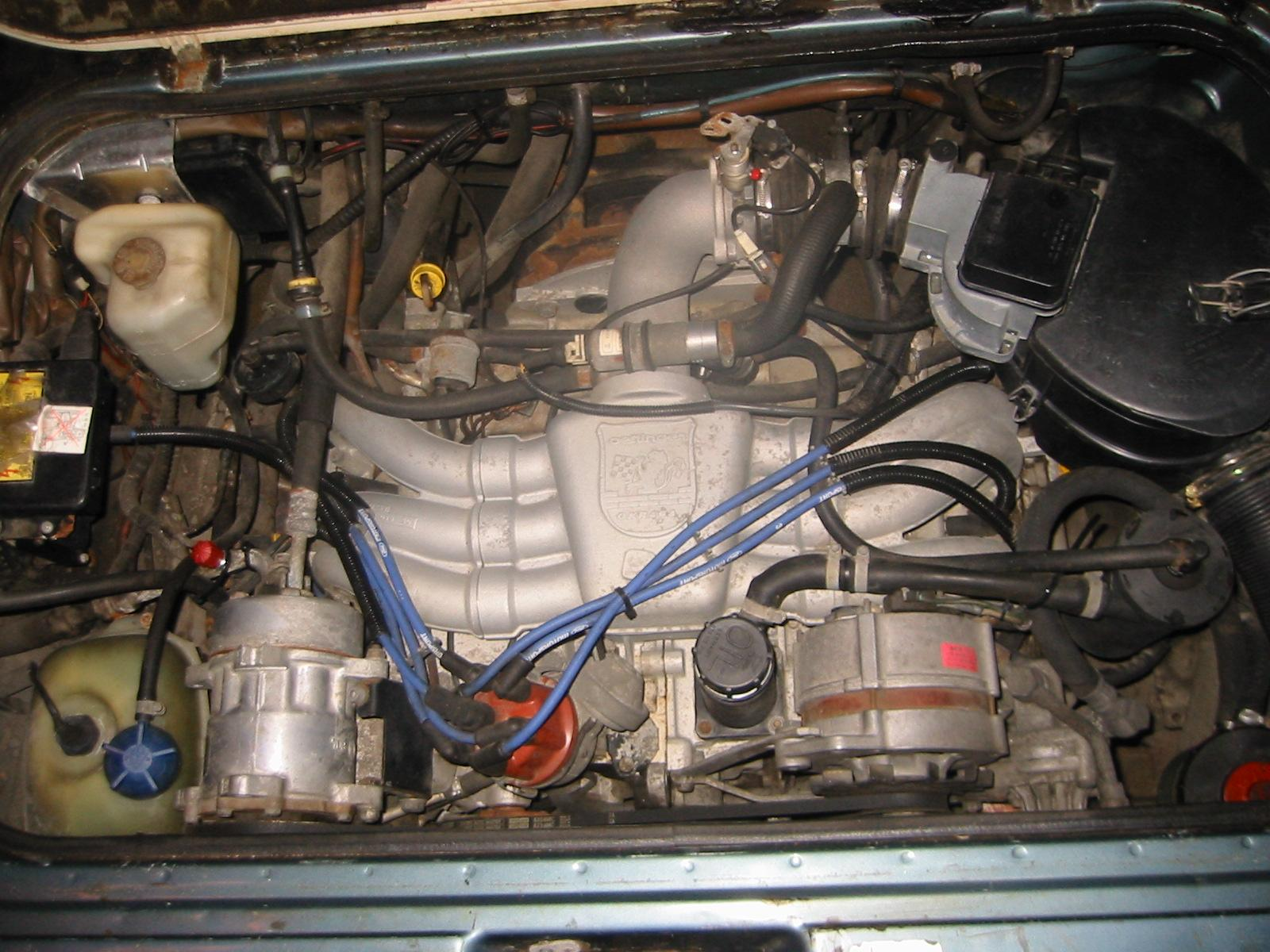
Un Oettinger WBX6, motor trasero de seis cilindros del mercado de accesorios en un Volkswagen Tipo 2 (T3)
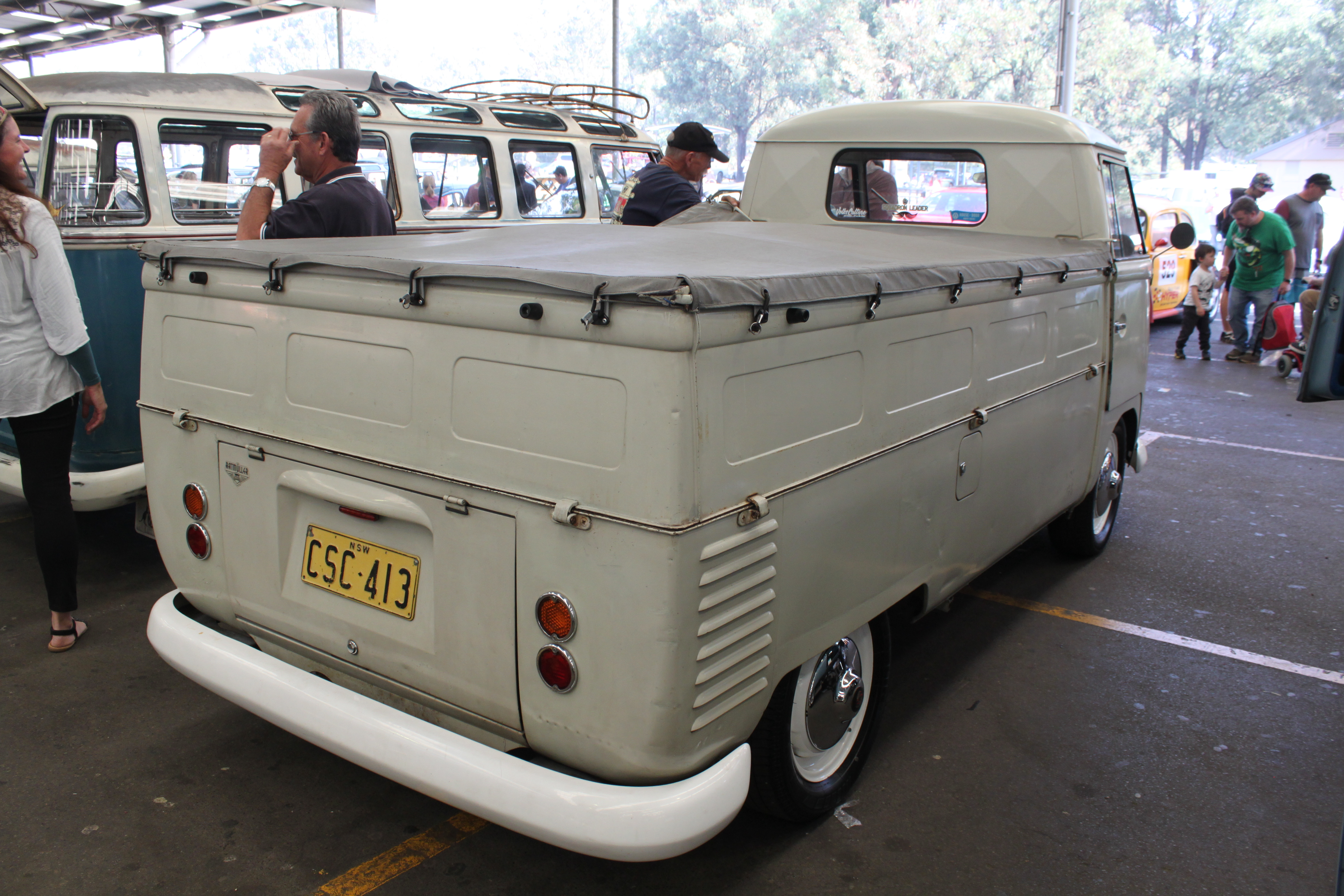
Volkswagen Tipo 2, camioneta utilitaria de cabina única
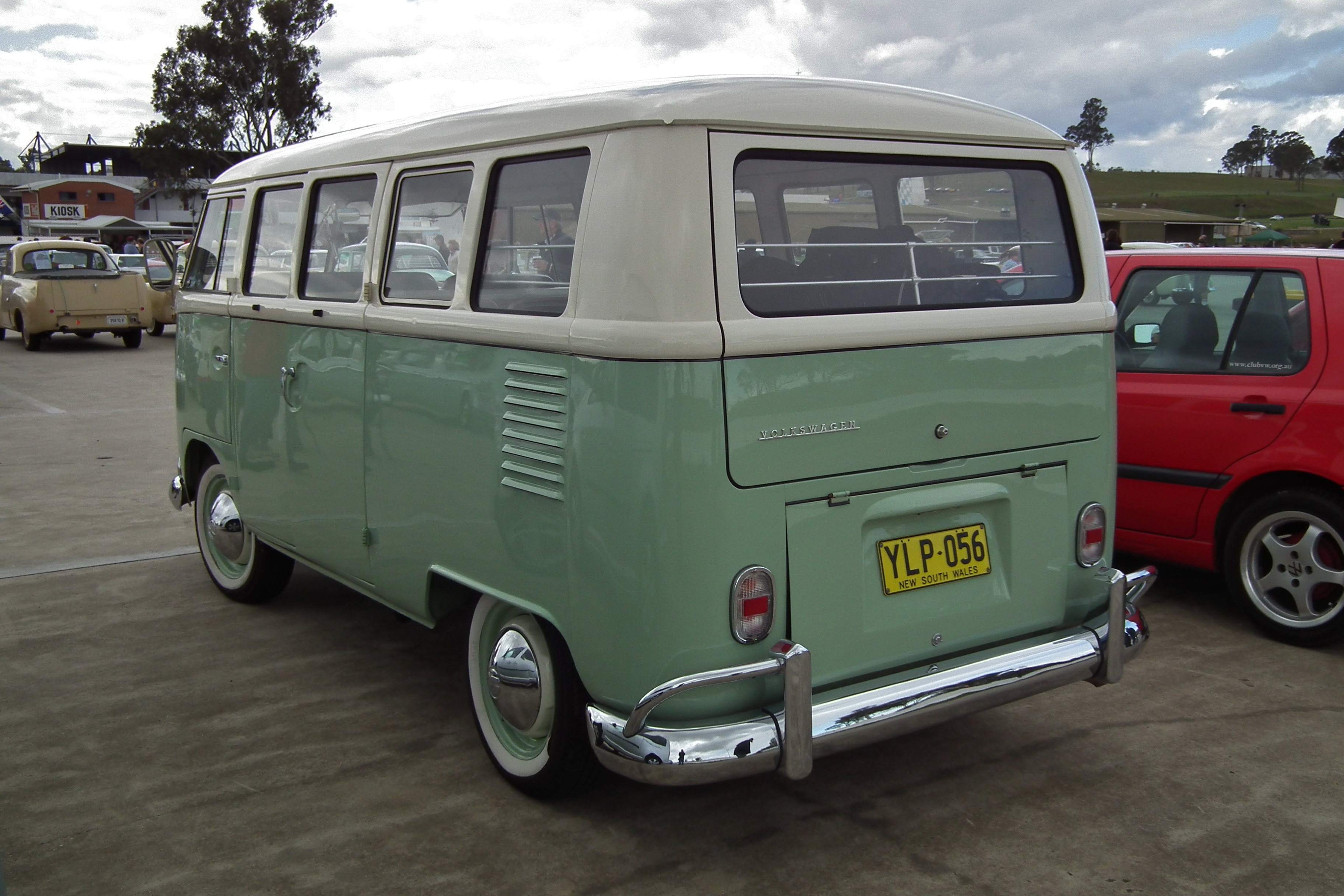
Volkswagen T1 Microbús
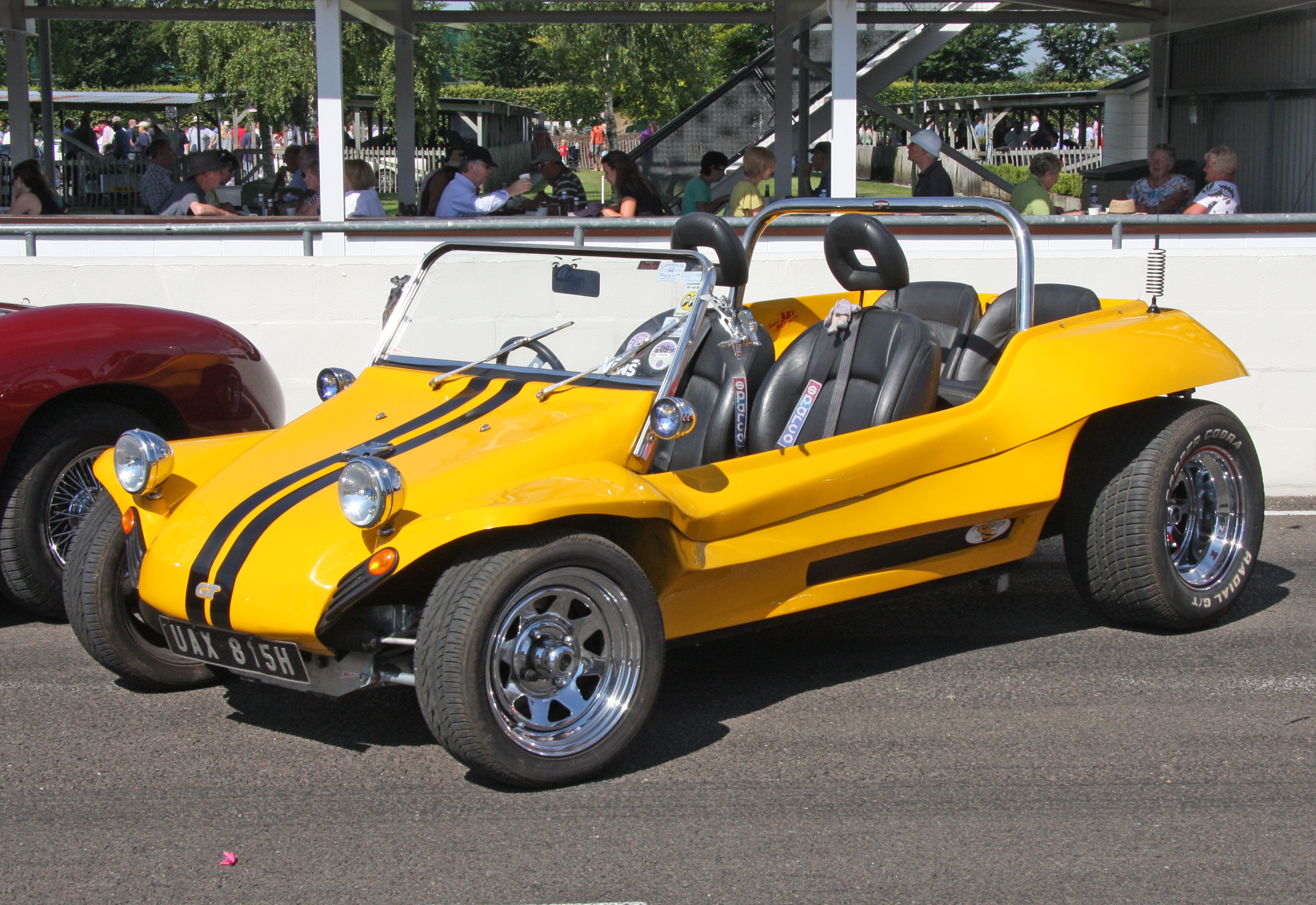
El Meyers Manx, un buggy de dunas, con motor trasero VW
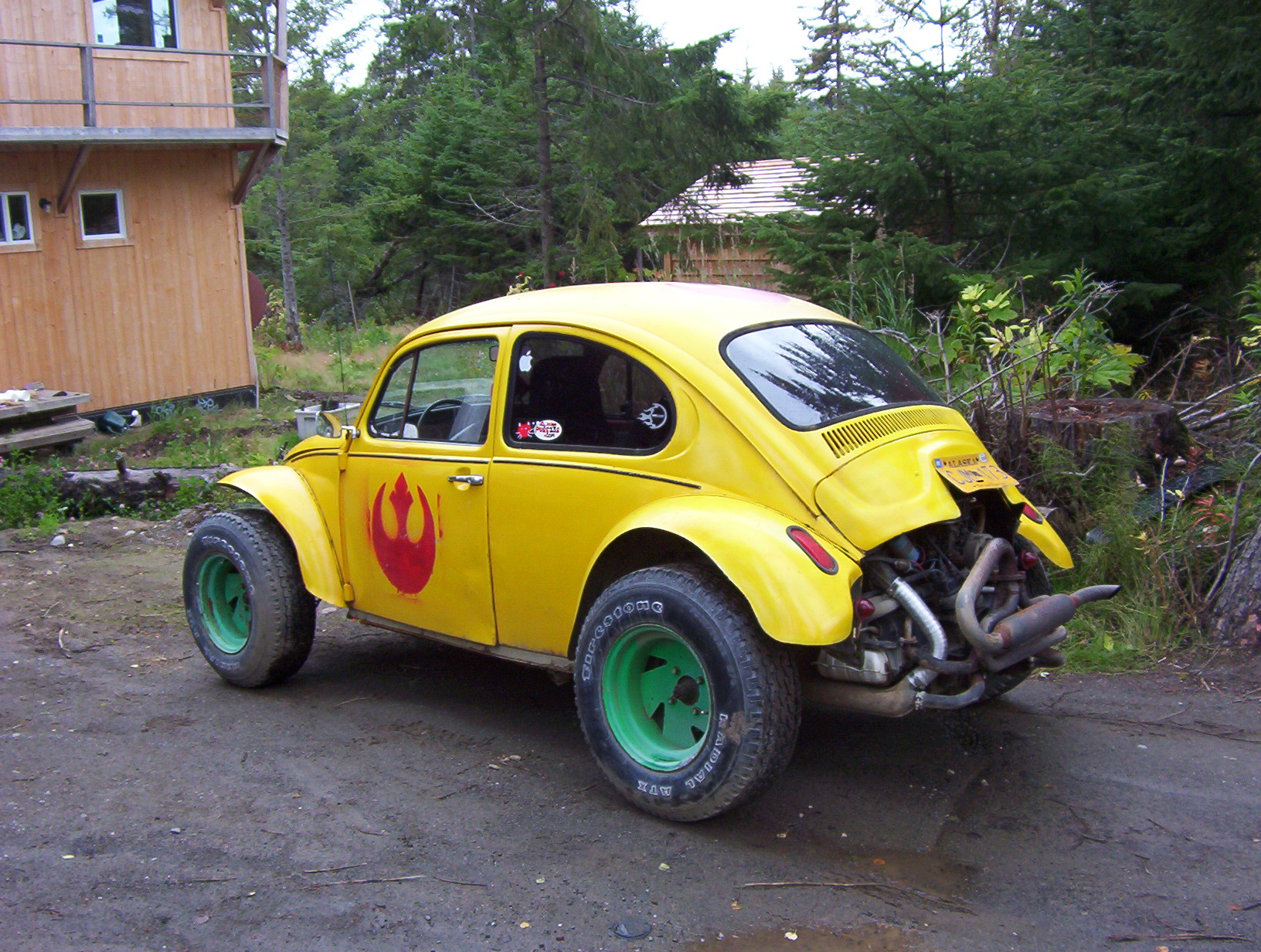
Escarabajo modificado estilo Baja Bug
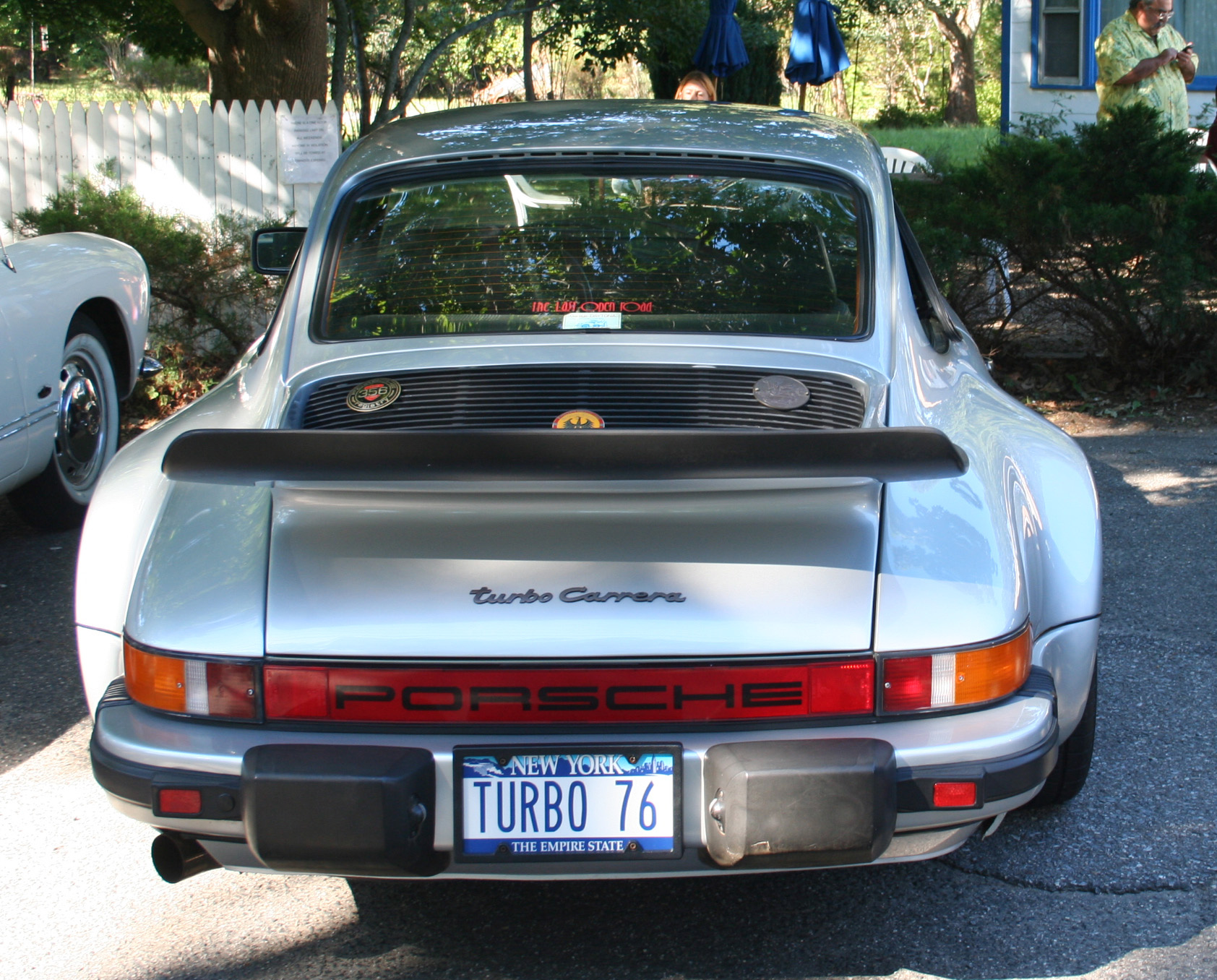
Porsche 930 con el emblema "Turbo Carrera"
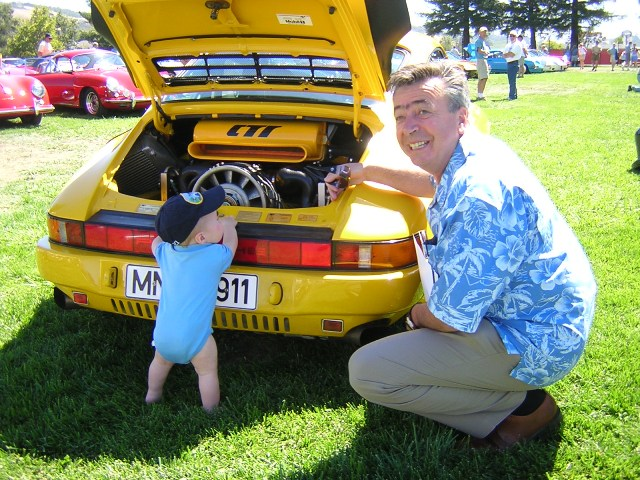
Una vista del compartimiento del motor Ruf CTR del CTR de Ruf Automobile
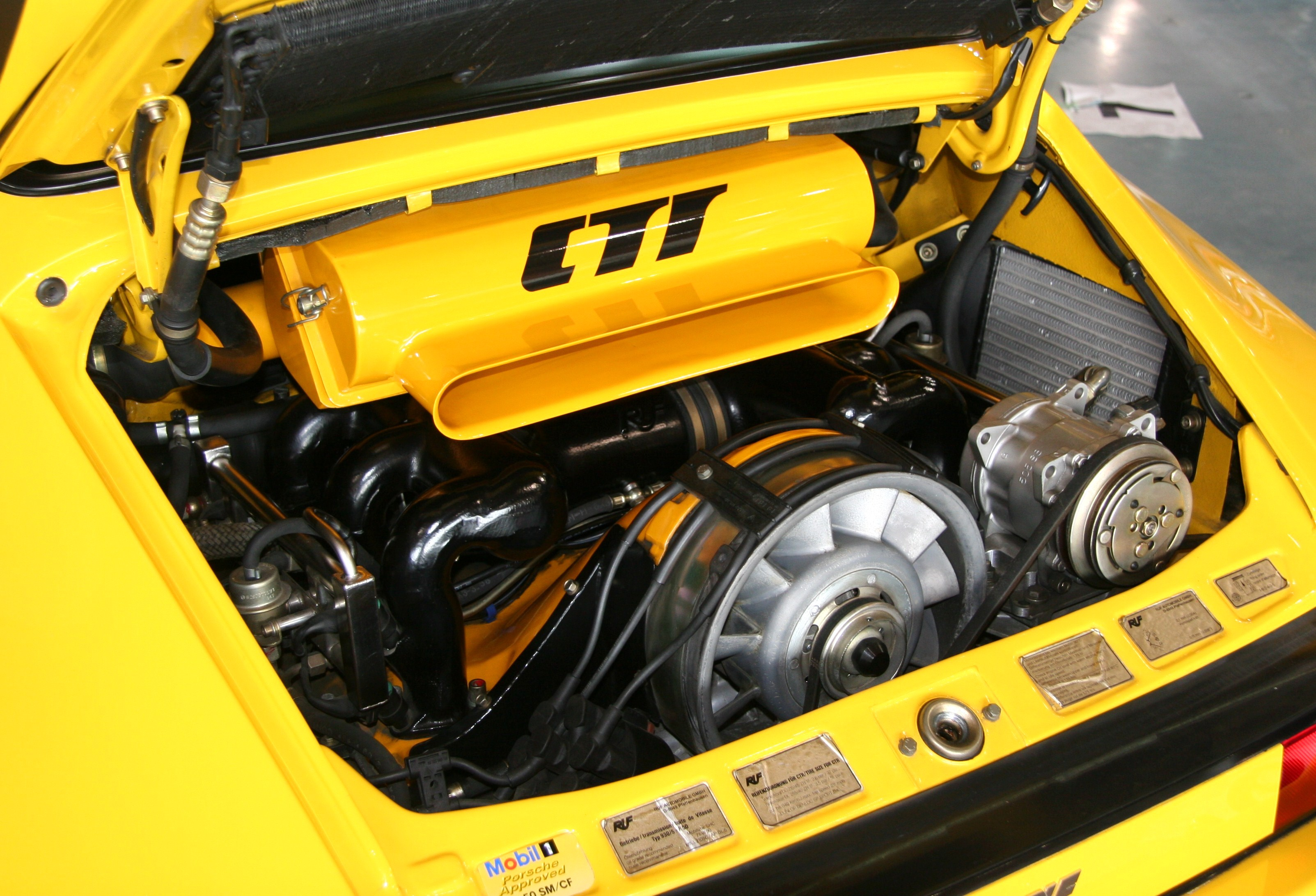
Propulsor trasero del Ruf CTR Yellowbird
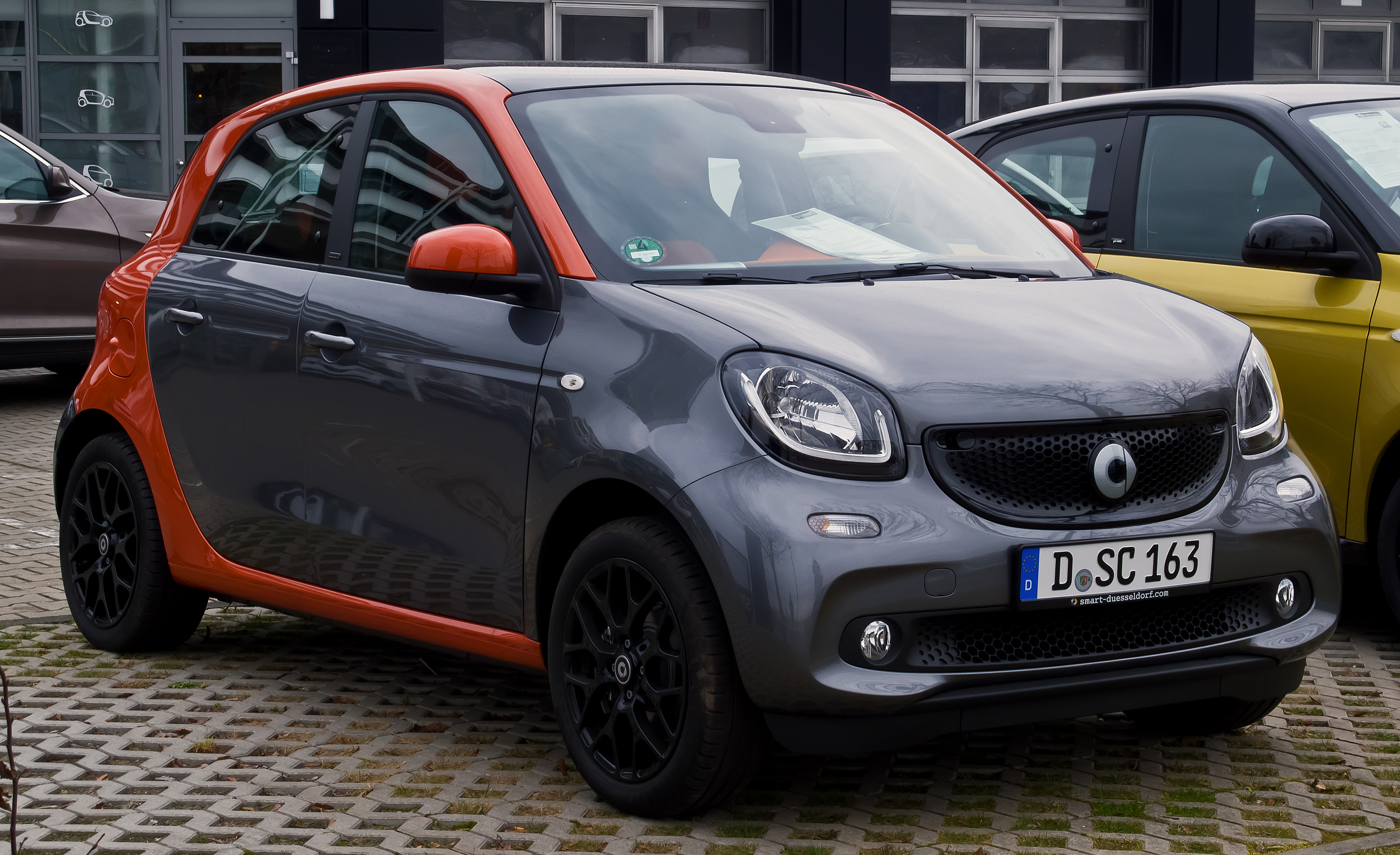
Smart Forfour
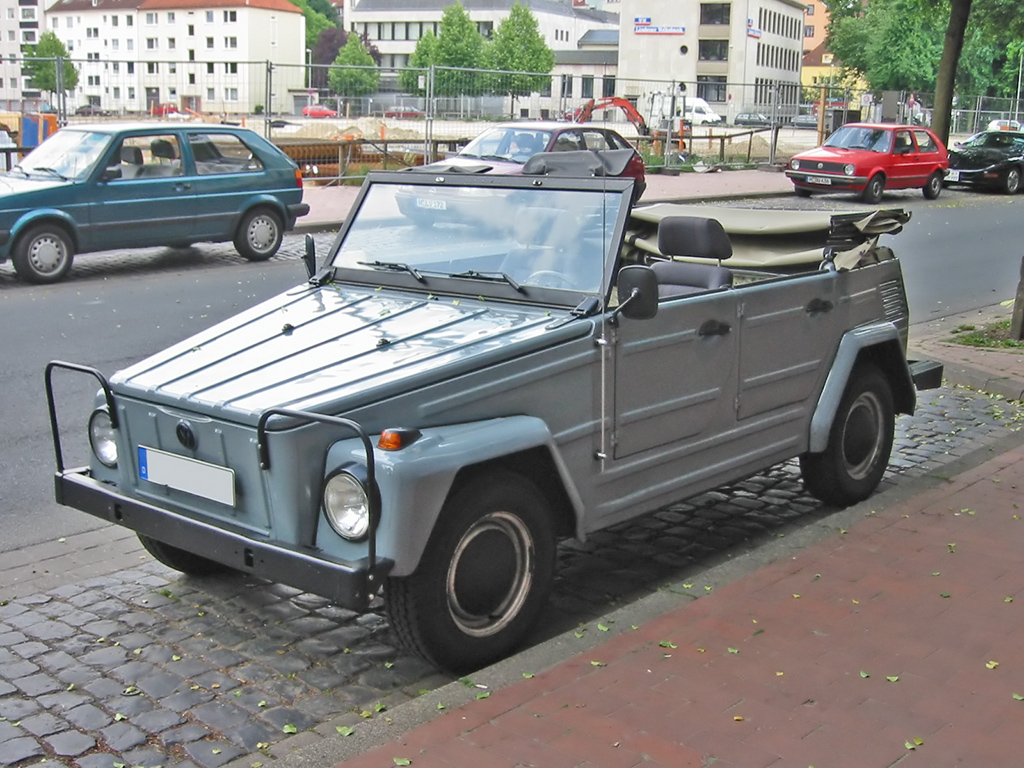
Volkswagen Safari, también llamado "Volkswagen Thing, Safari, Trekker y Pescaccia
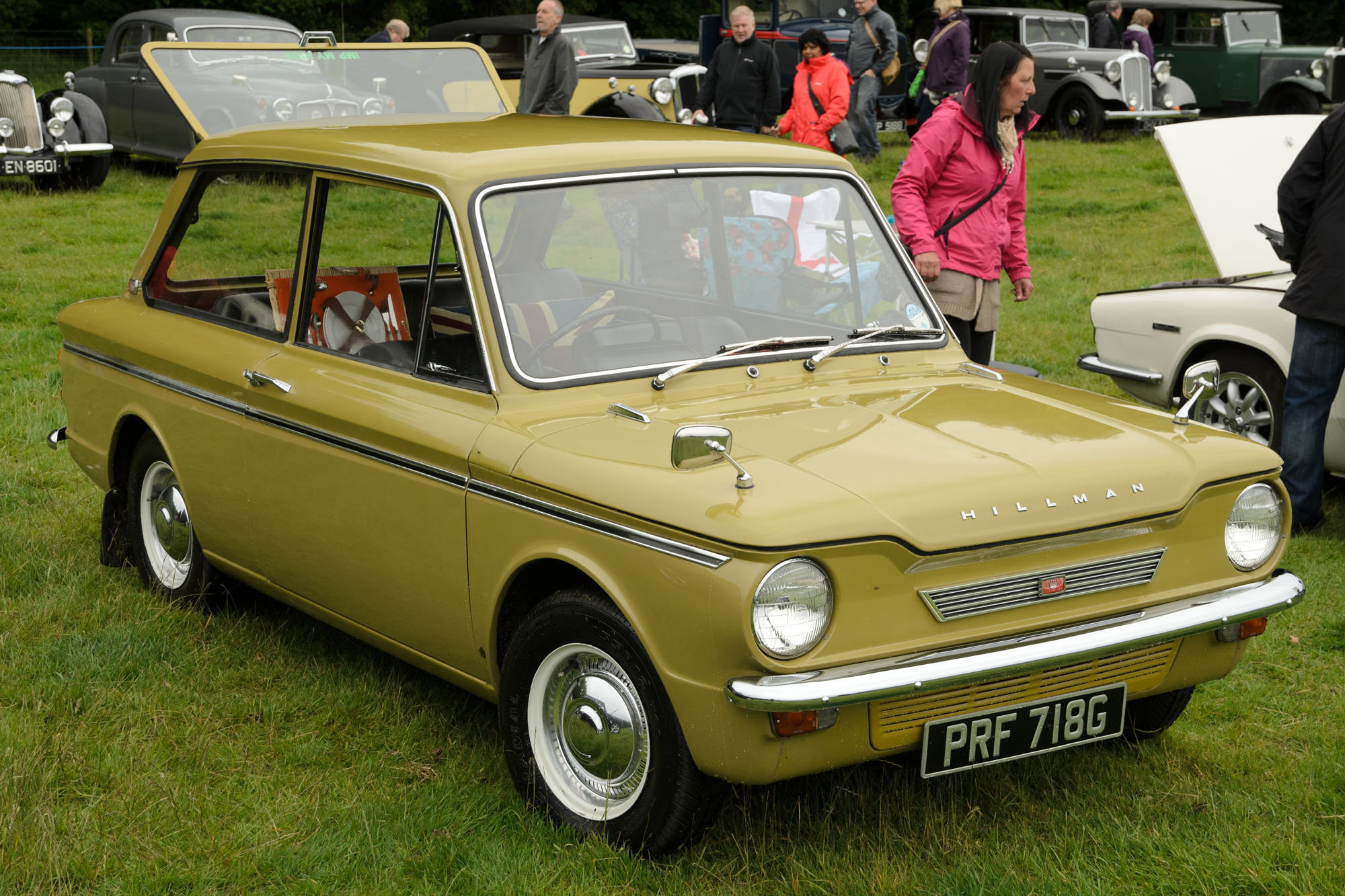
Hillman Imp
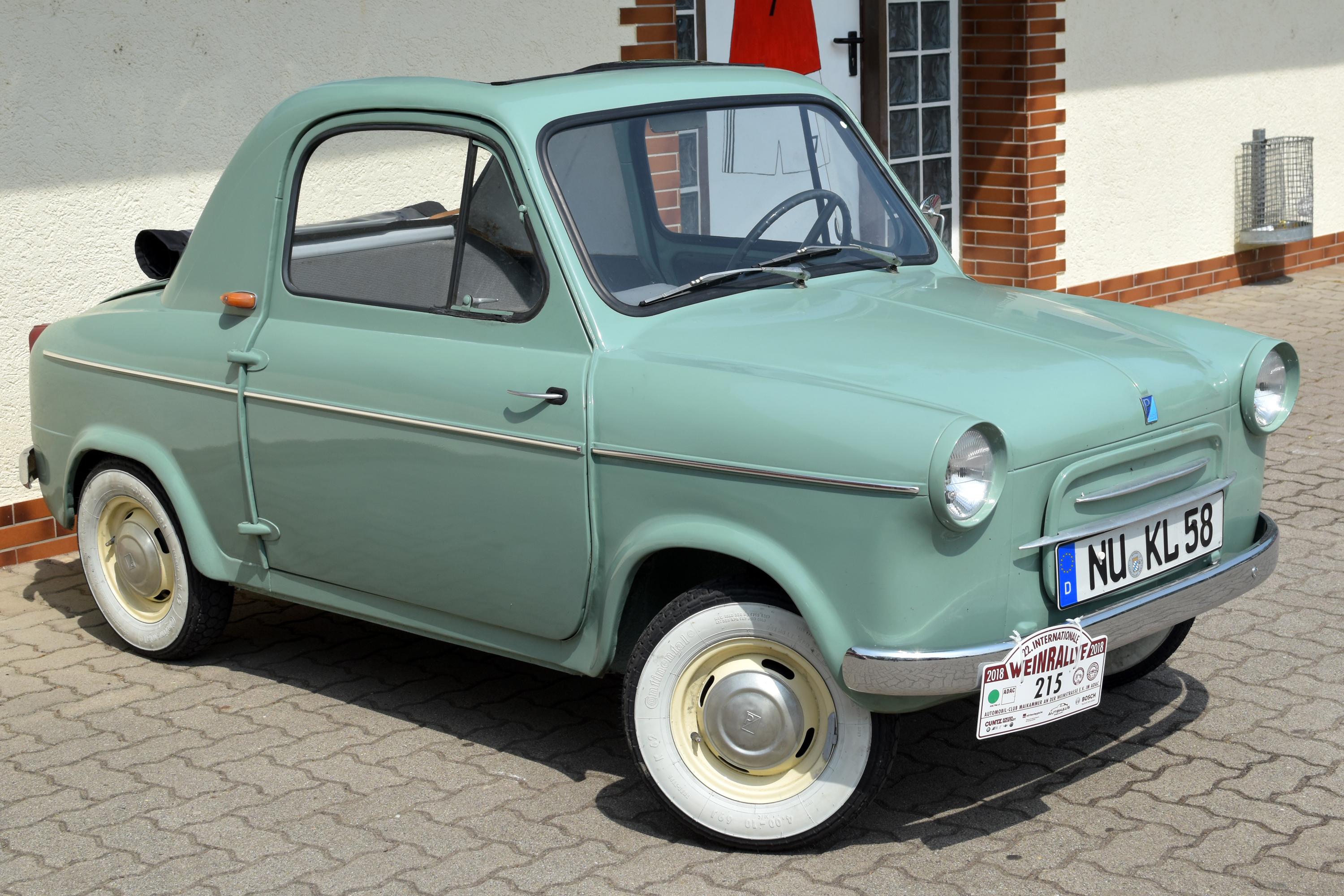
Vespa 400
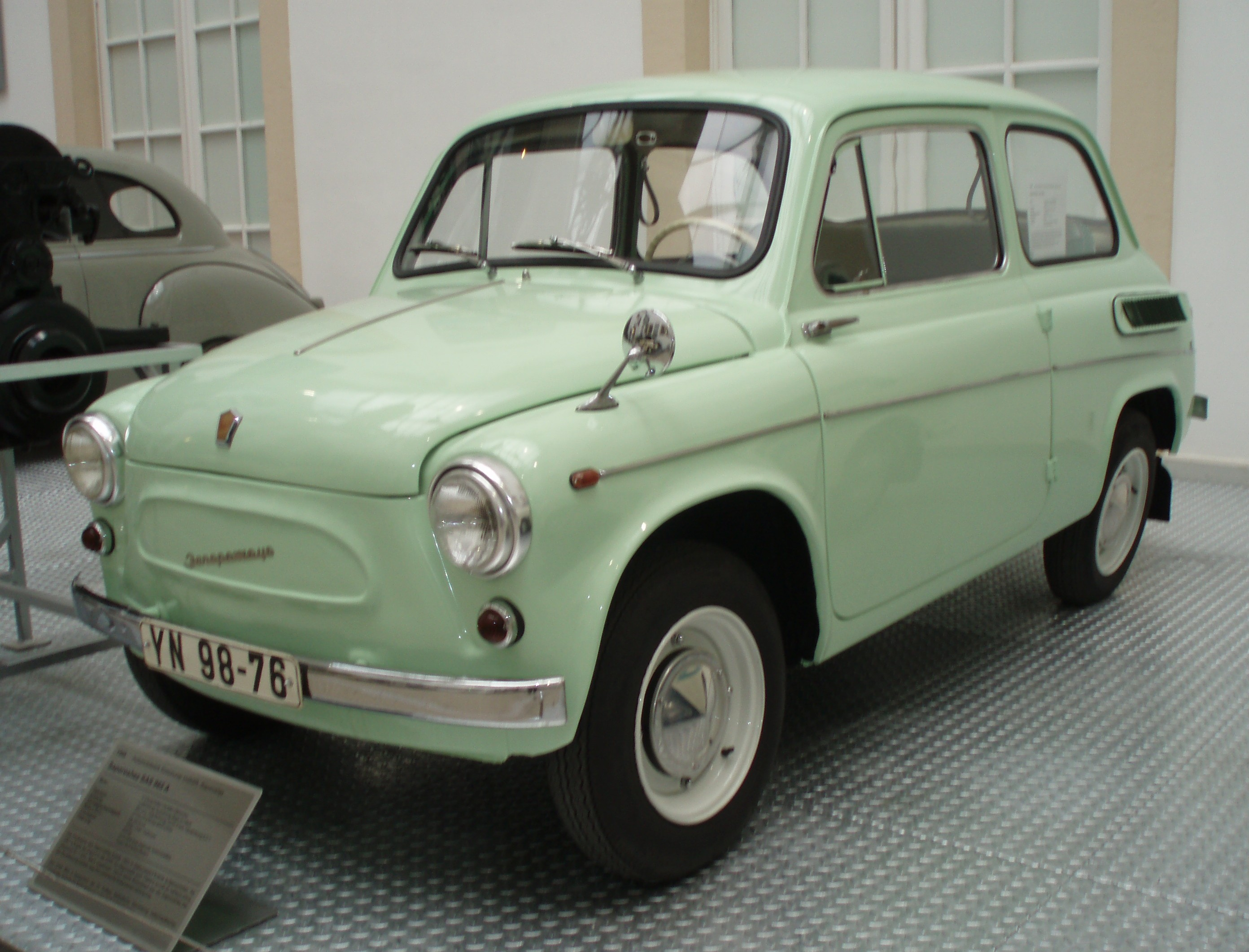
ZAZ Zaporozhets
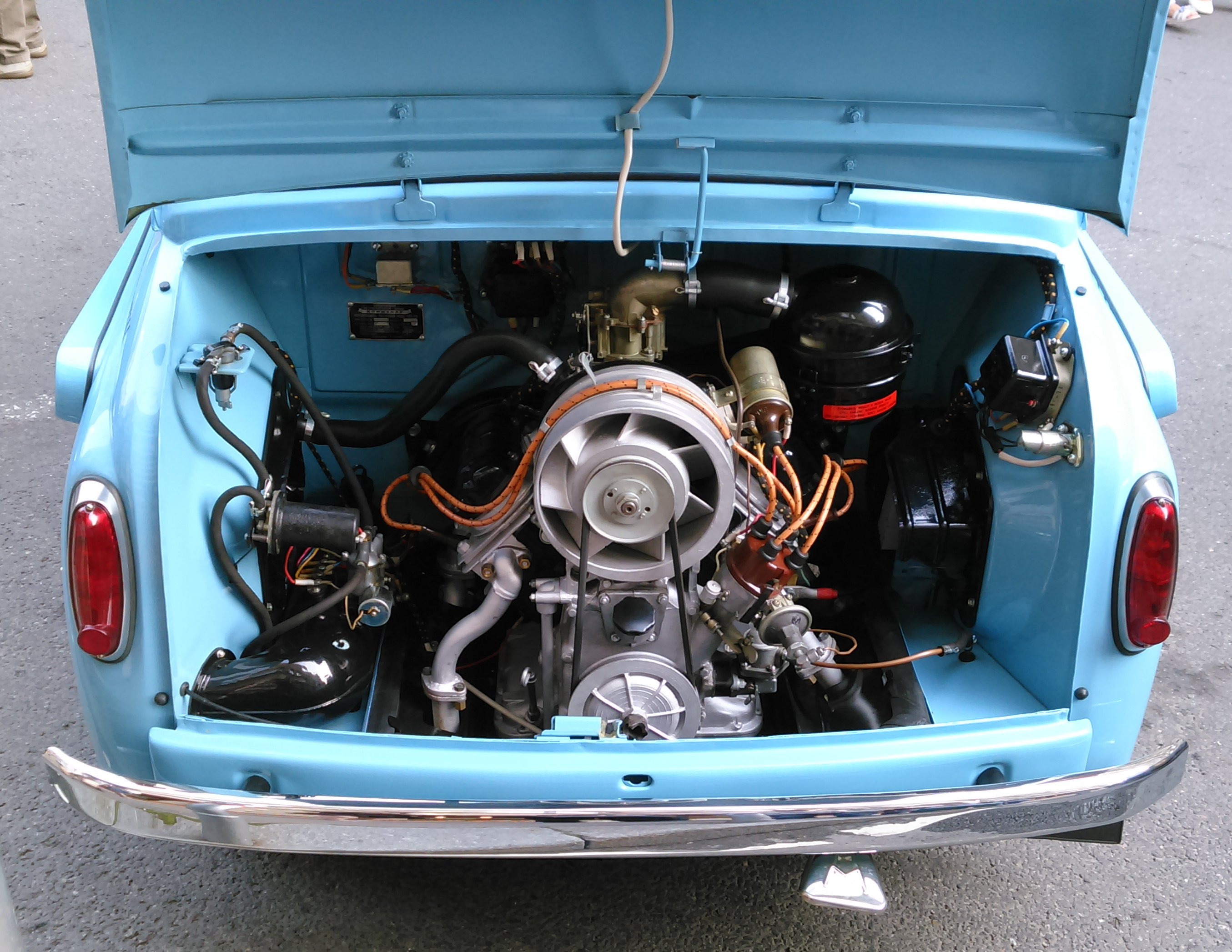
Motor ZAZ Zaporozhets
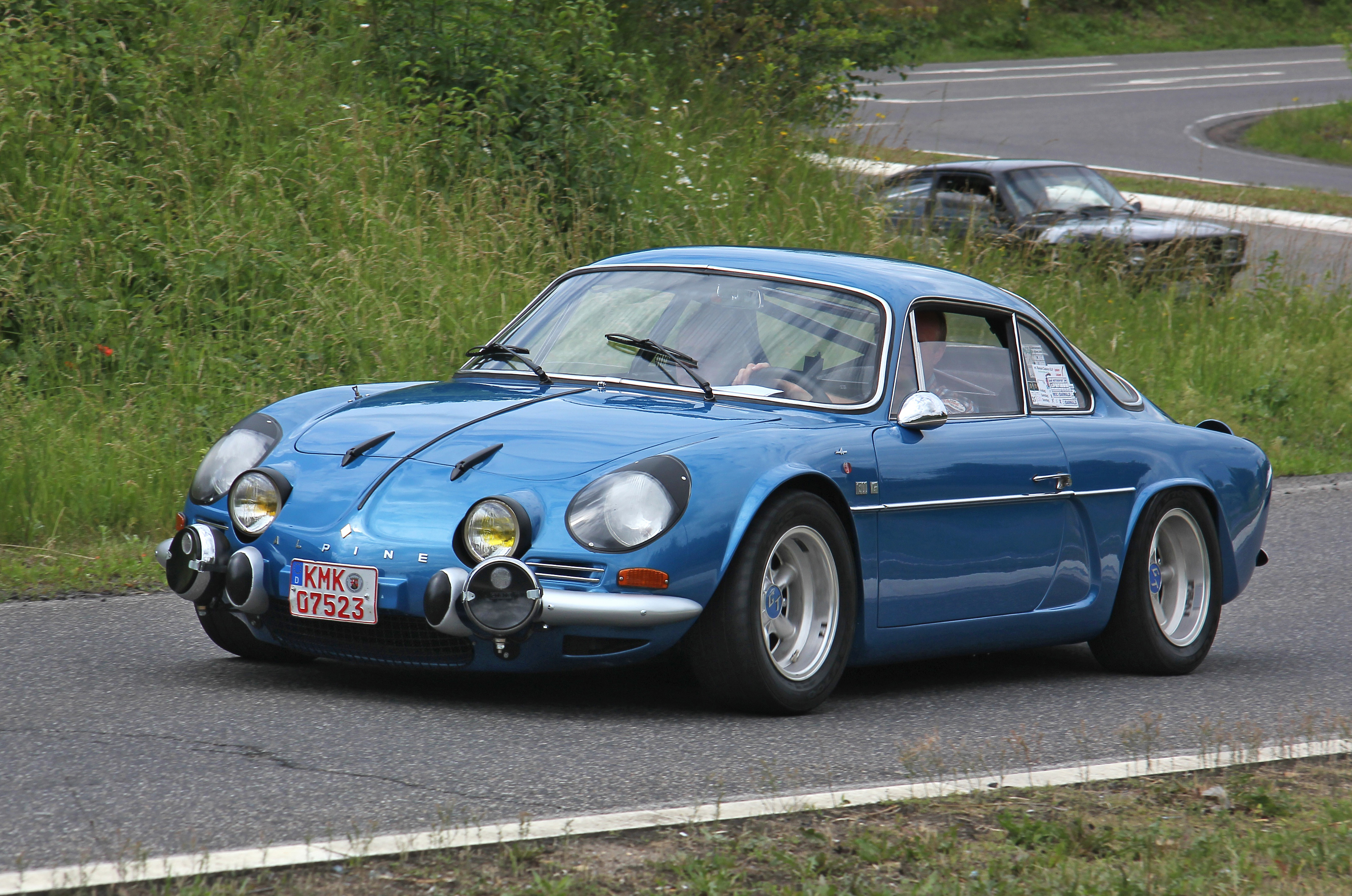
Alpine A110
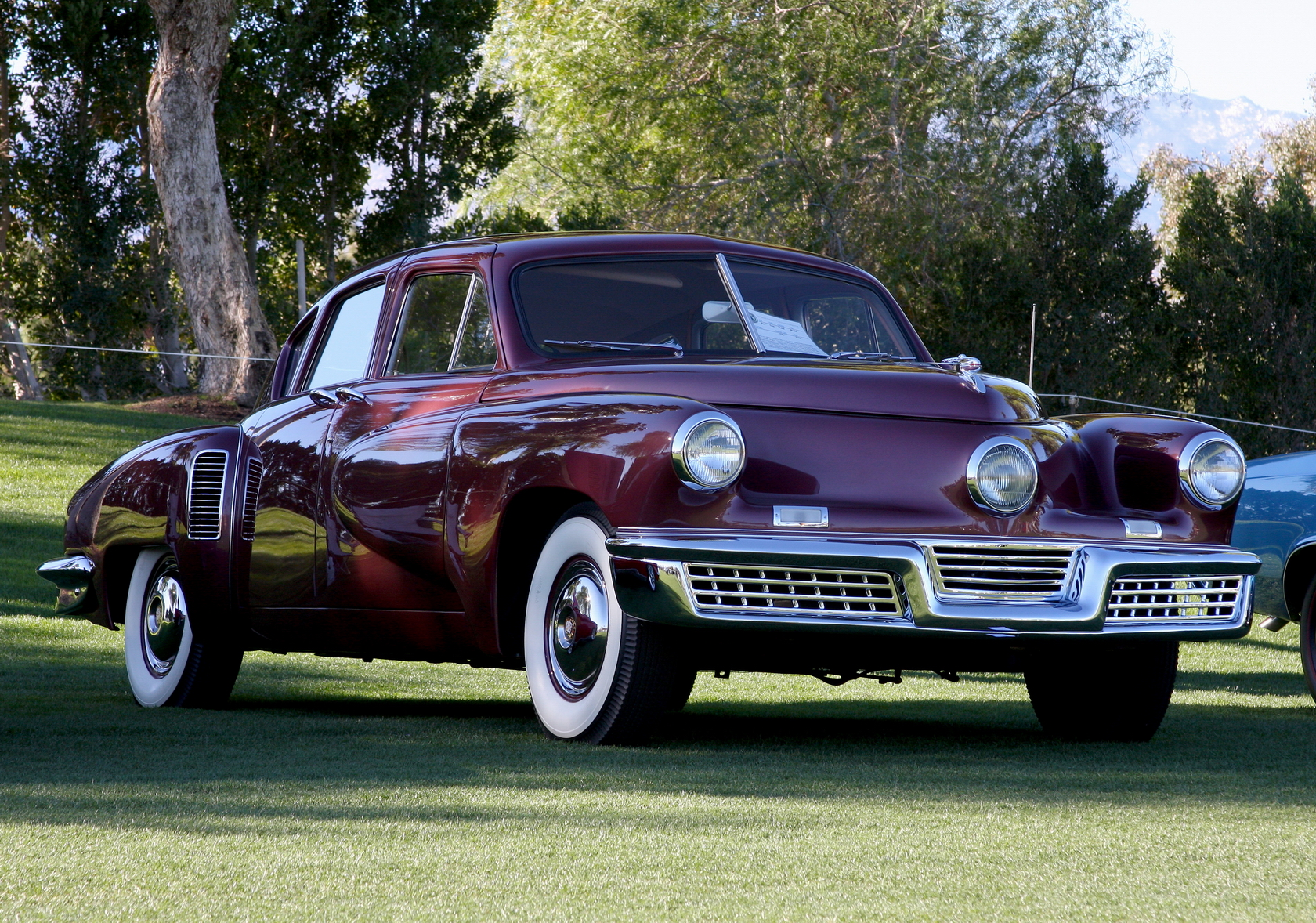
Tucker Torpedo
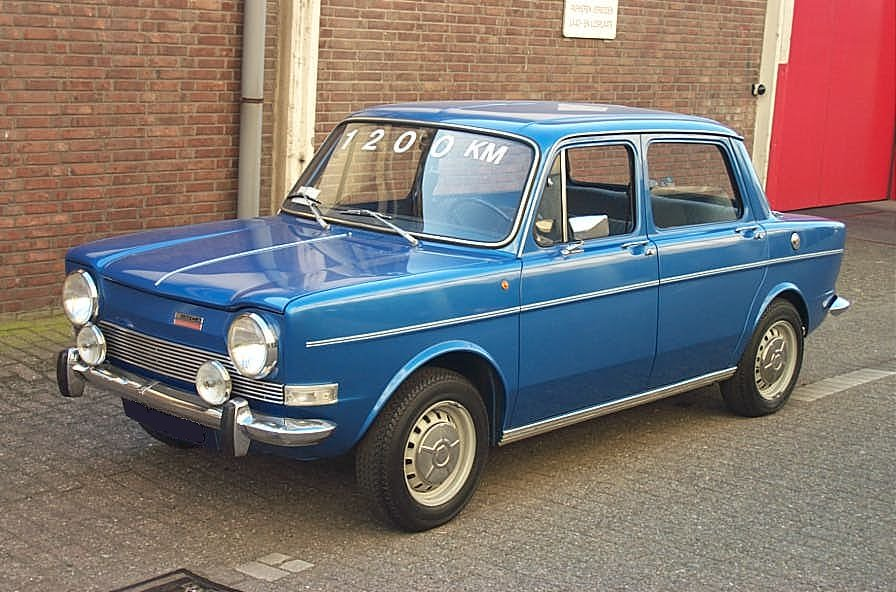
Simca 1000
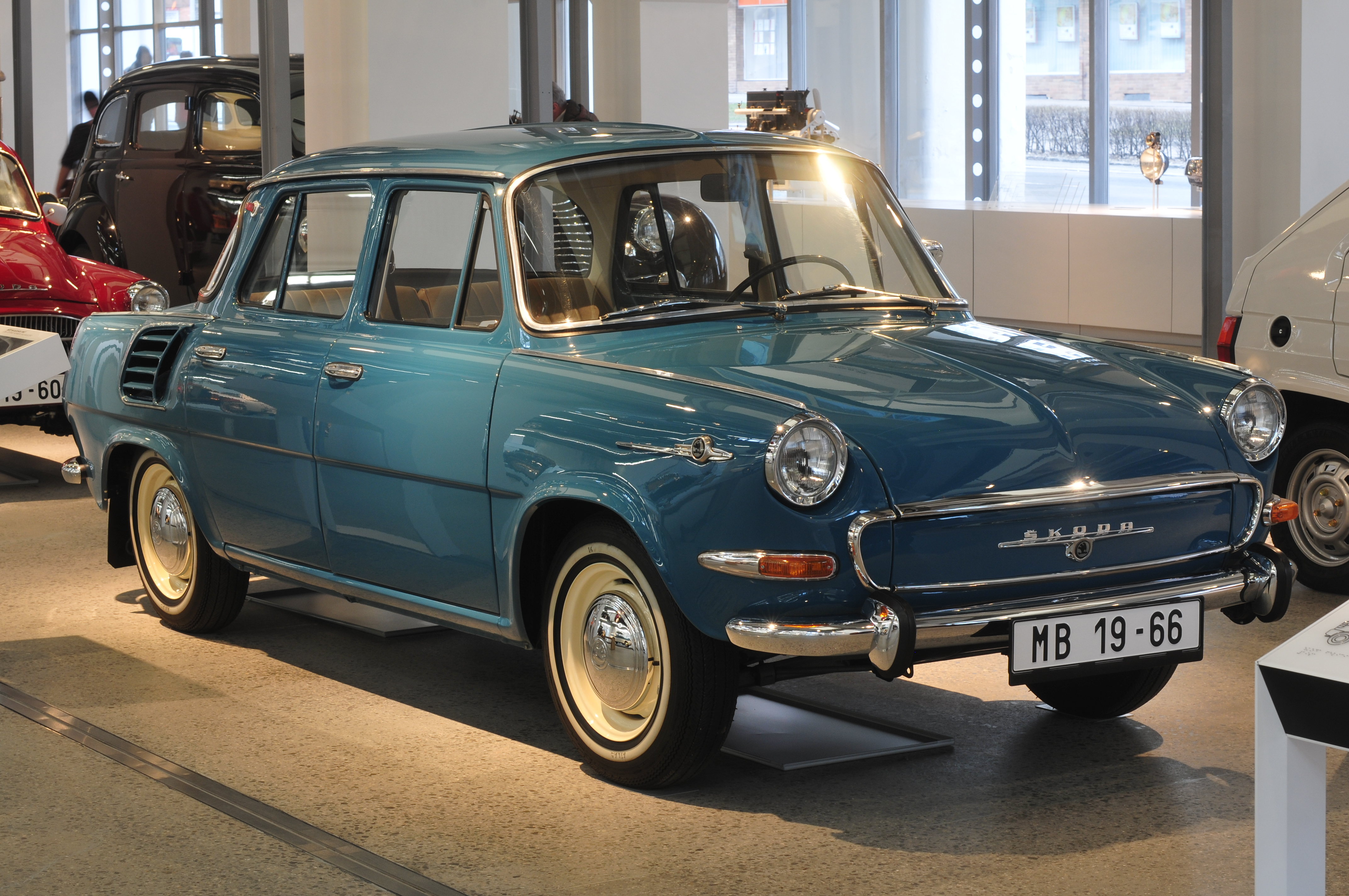
Škoda 1000 MB
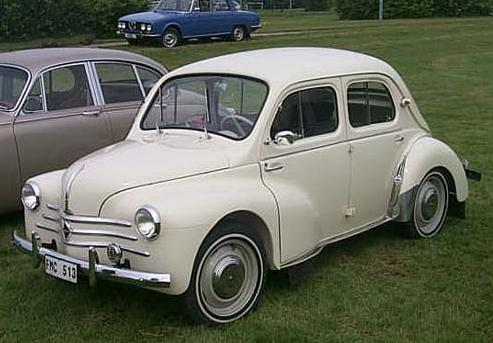
Renault 4CV
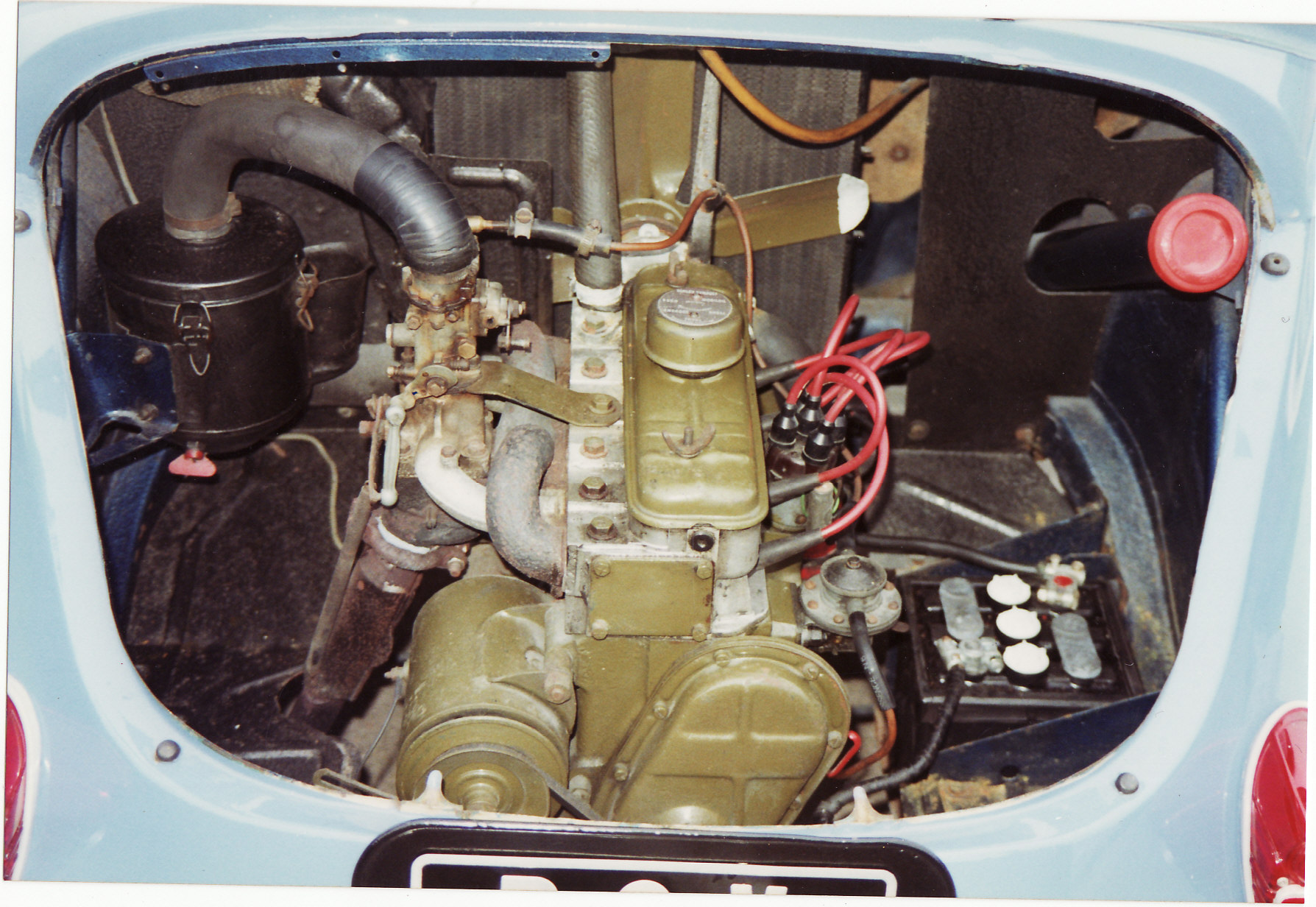
Motor trasero Renault 4CV de 750 cc montado longitudinalmente (1960)
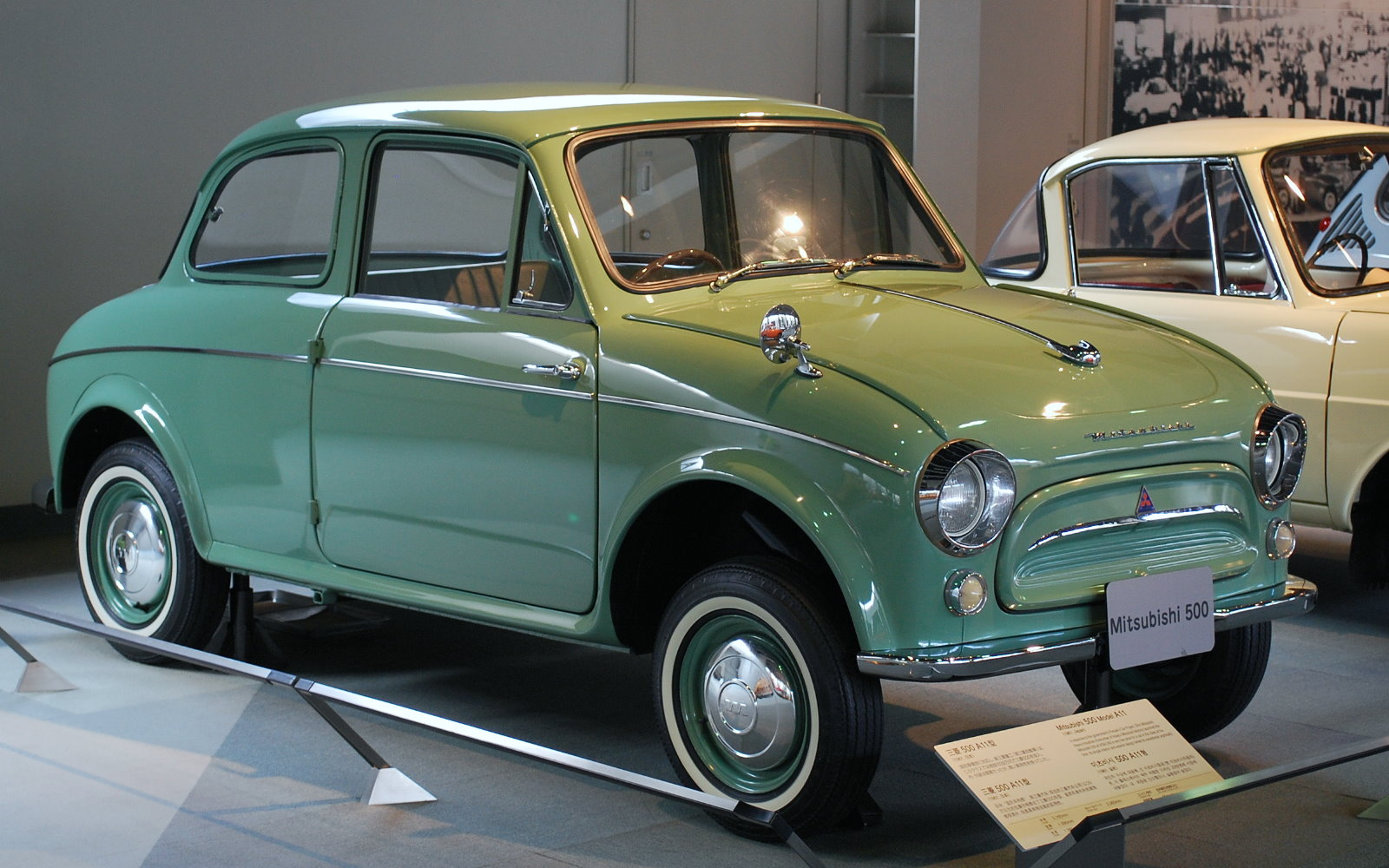
Mitsubishi 500
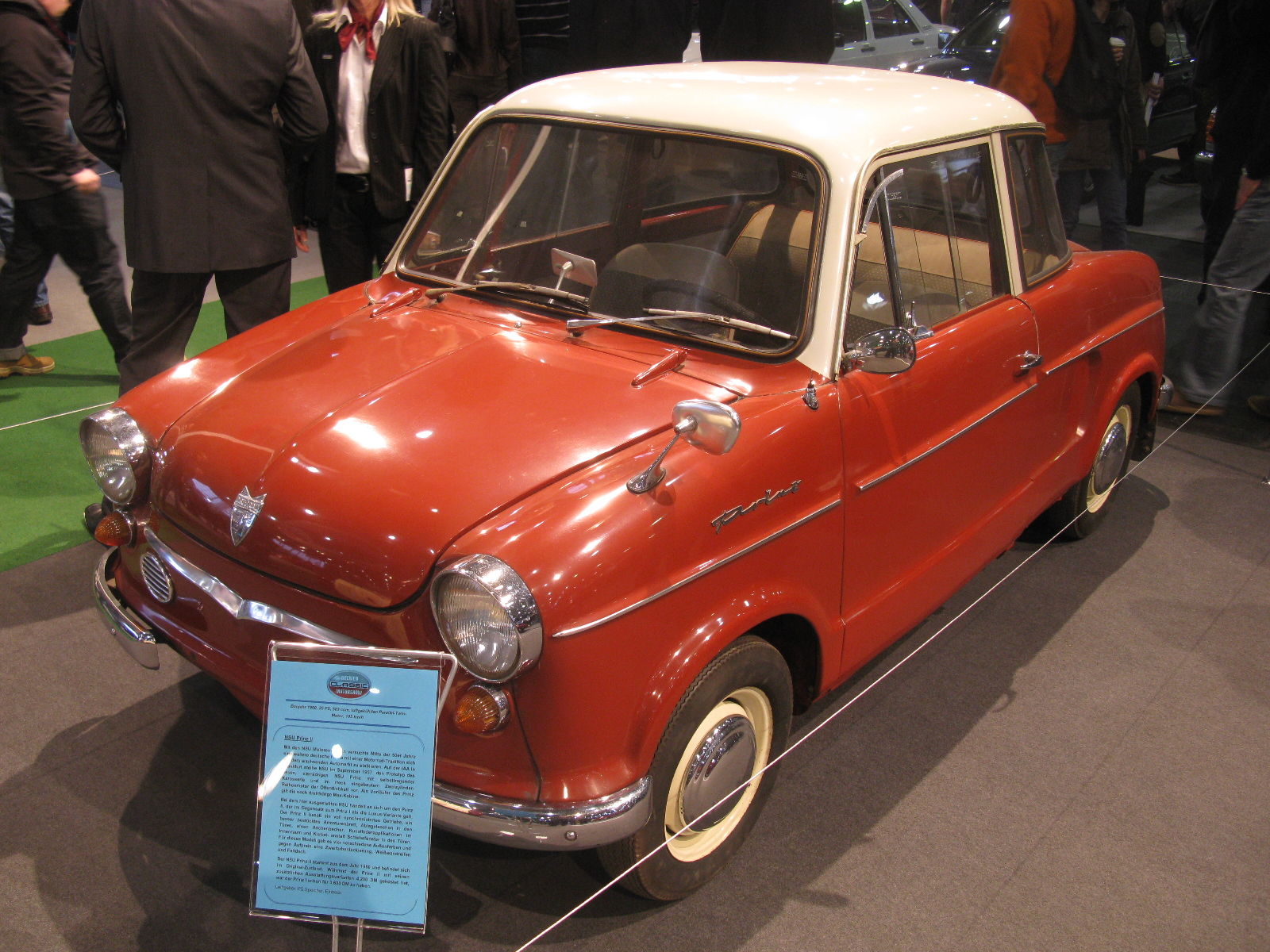
NSU Prinz 2
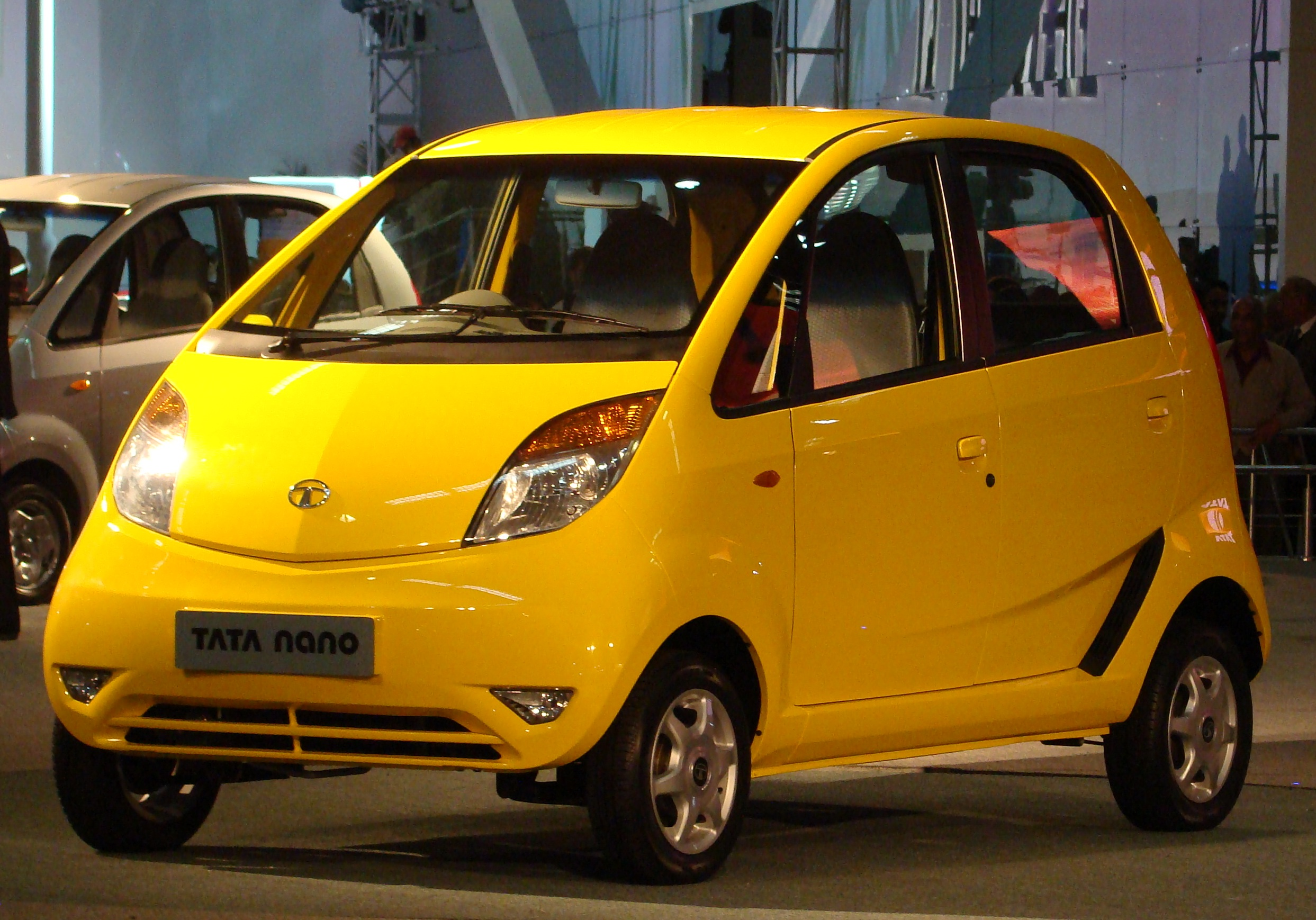
Tata Nano
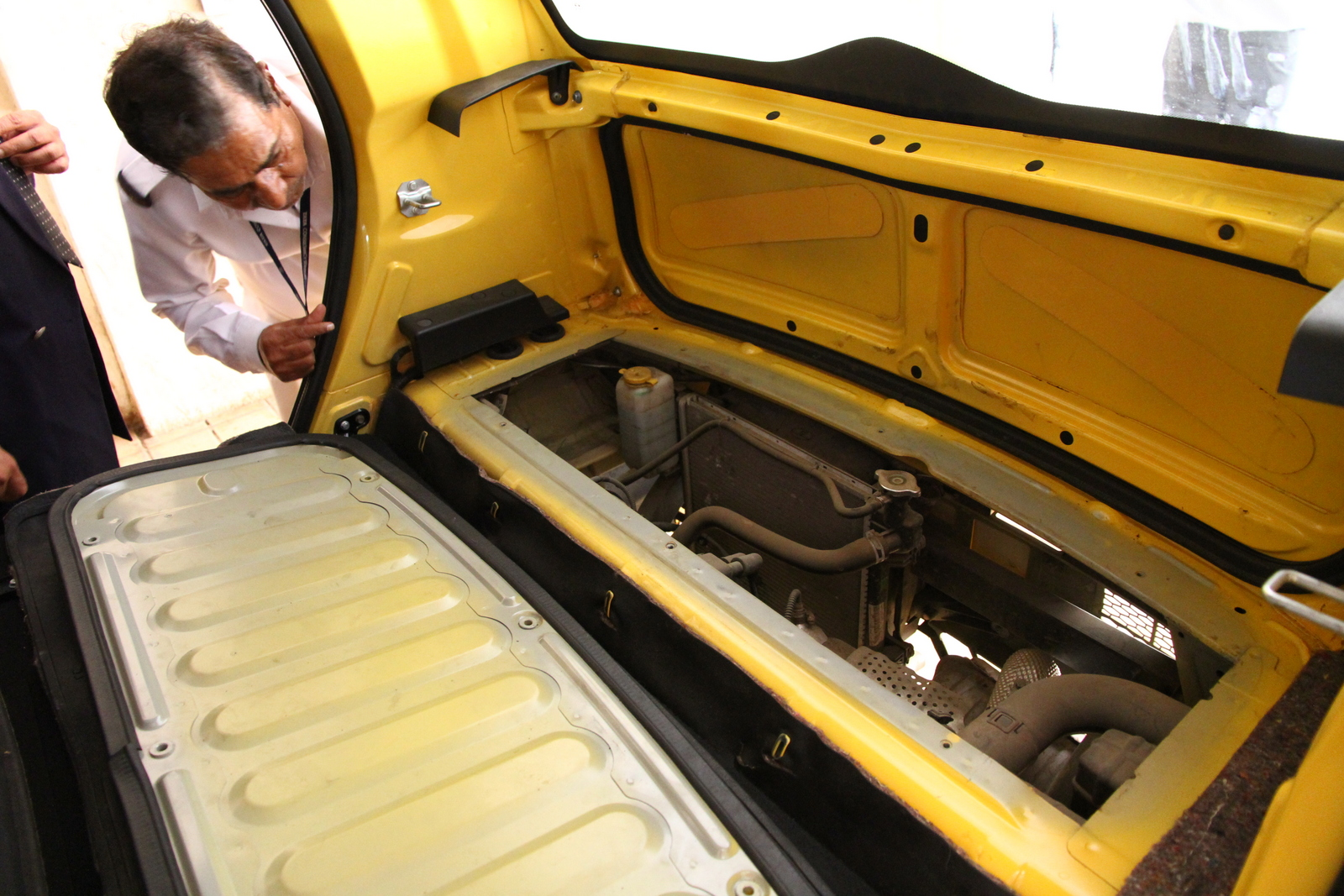
Motor del Tata Nano en el maletero, al que solo se puede acceder desde el interior como función de reducción de costes
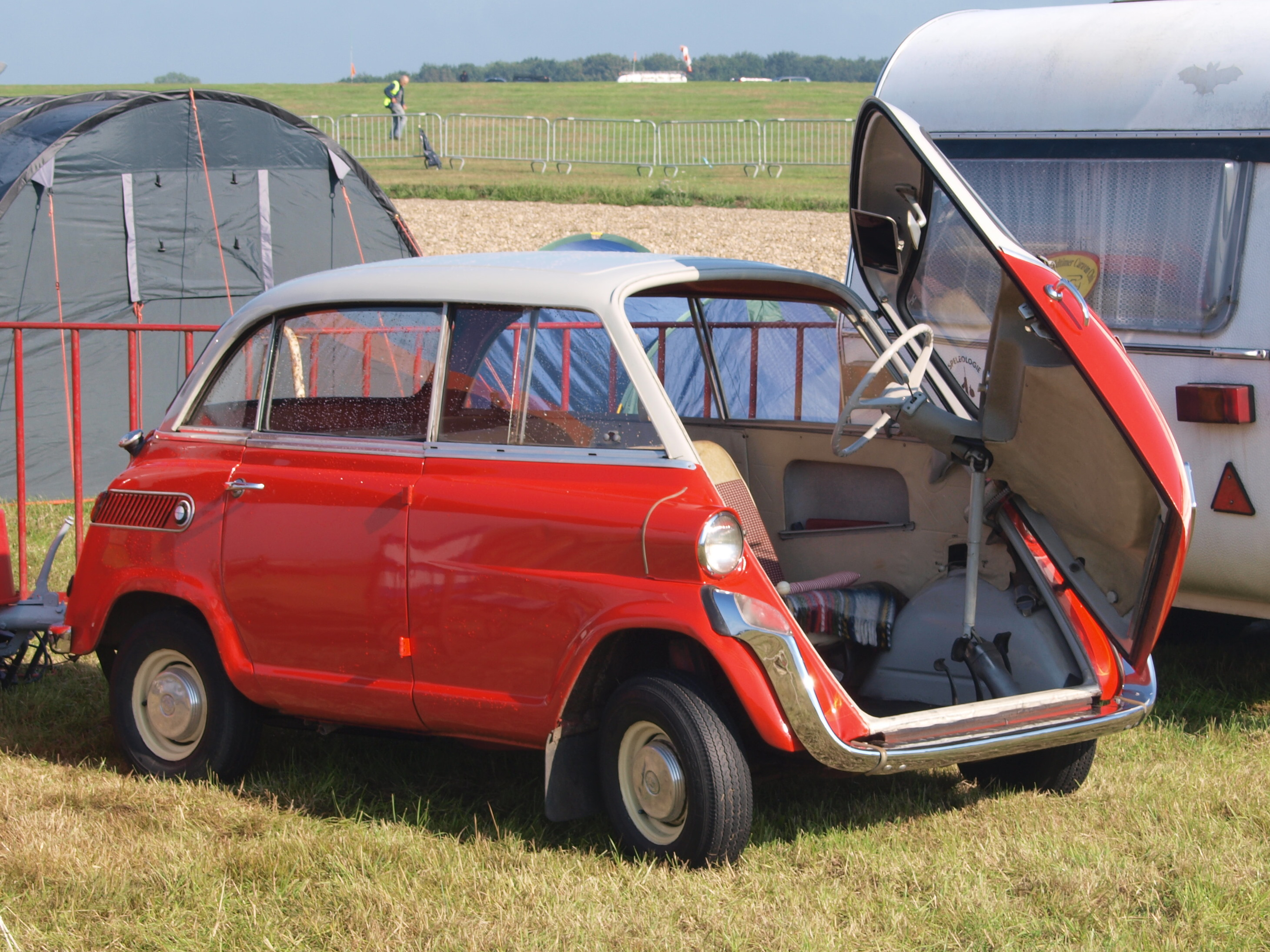
Puerta delantera abierta y puerta lateral a la vista en un BMW 600
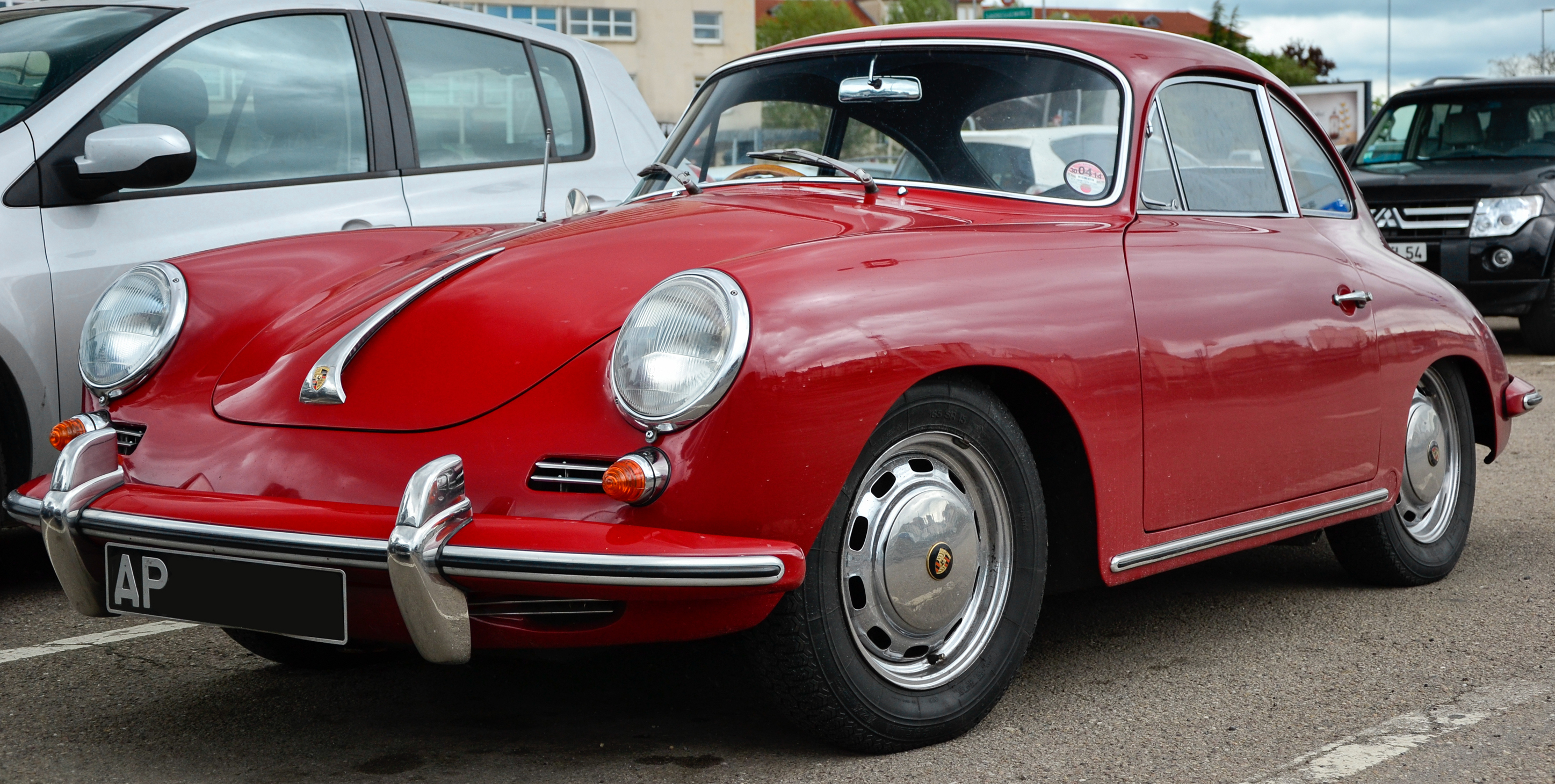
Porsche 356
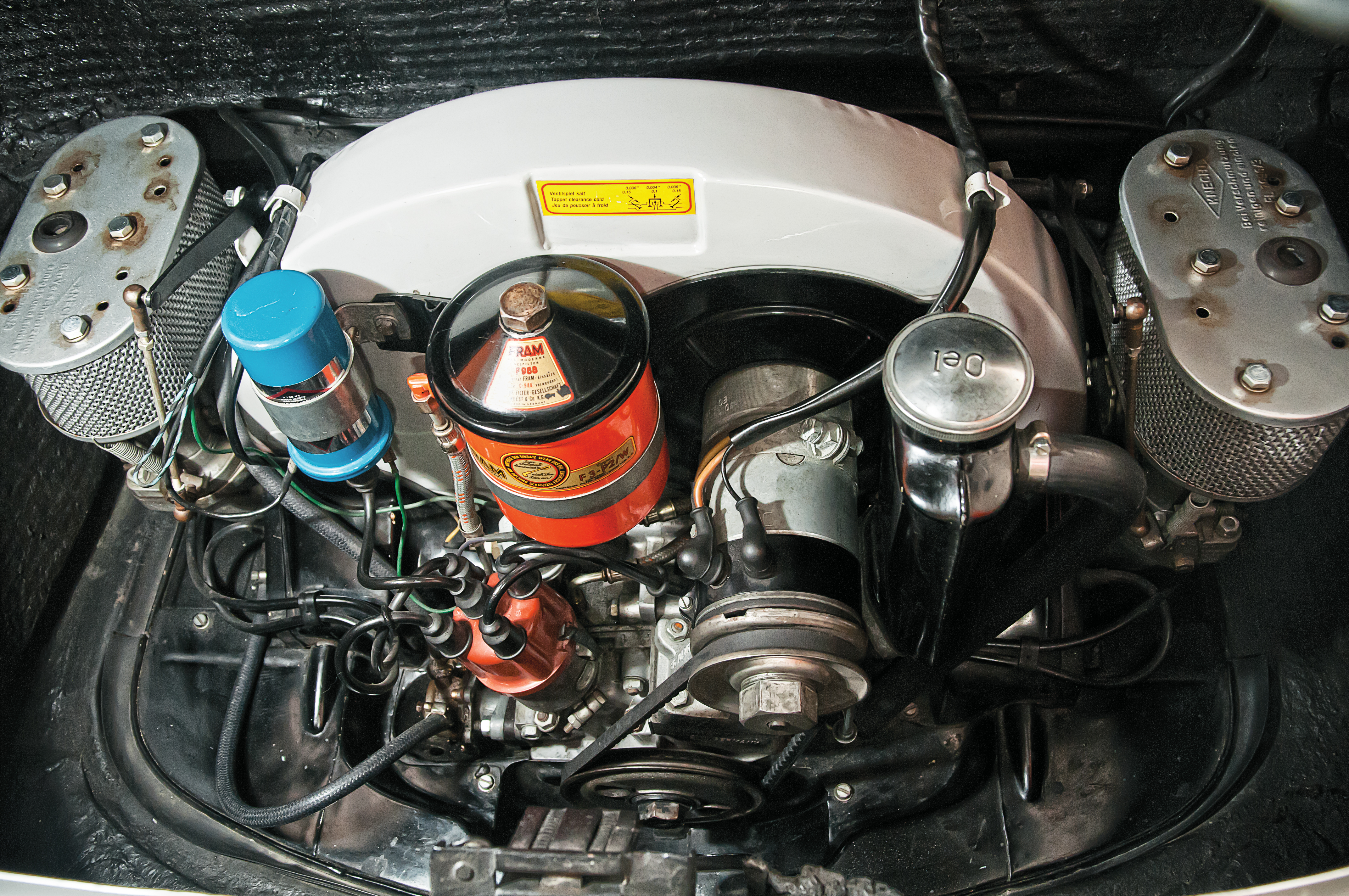
El diseño del motor del Porsche 356 muestra la influencia de VW
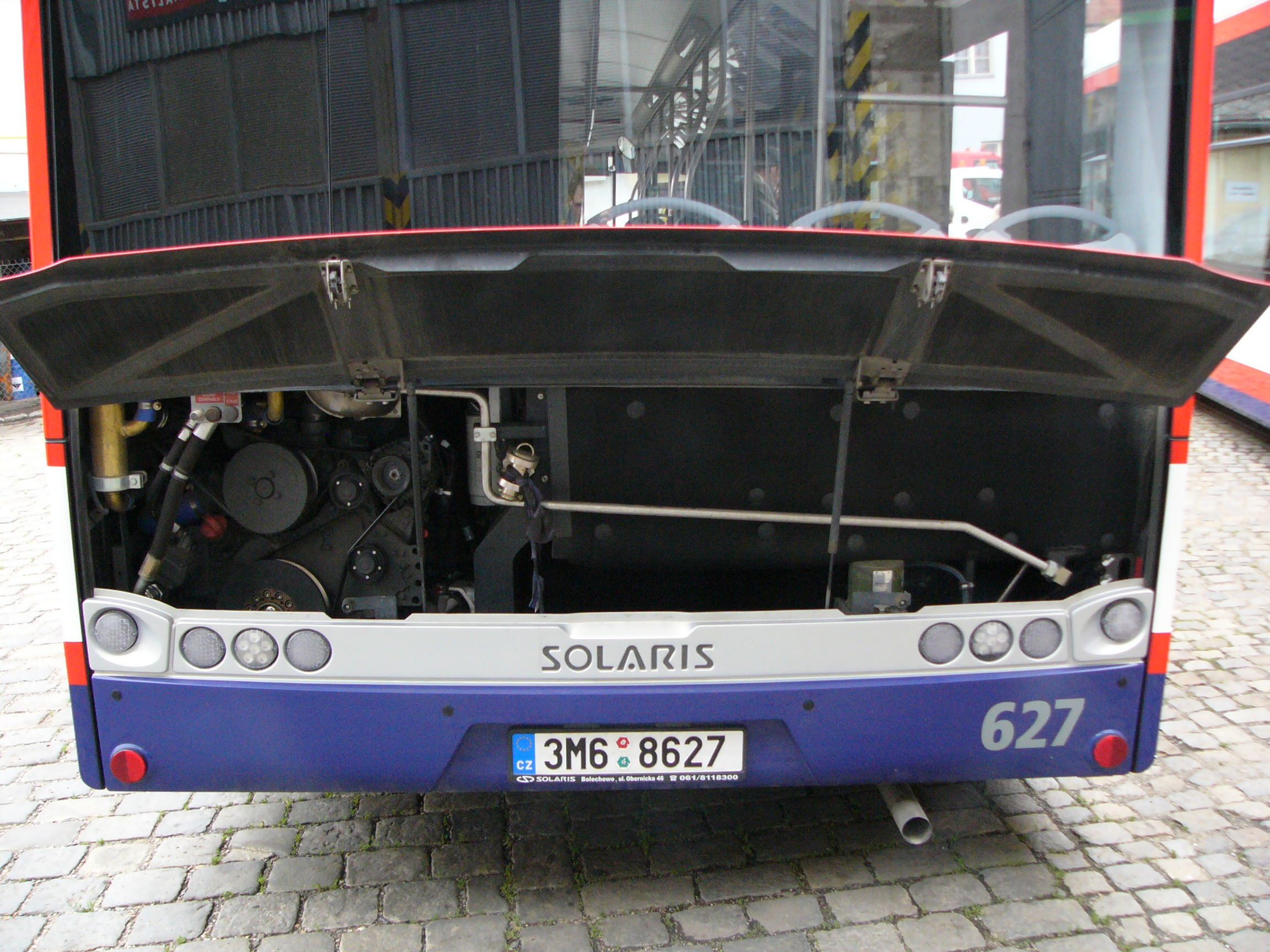
Motor trasero del autobús Solaris Urbino 12
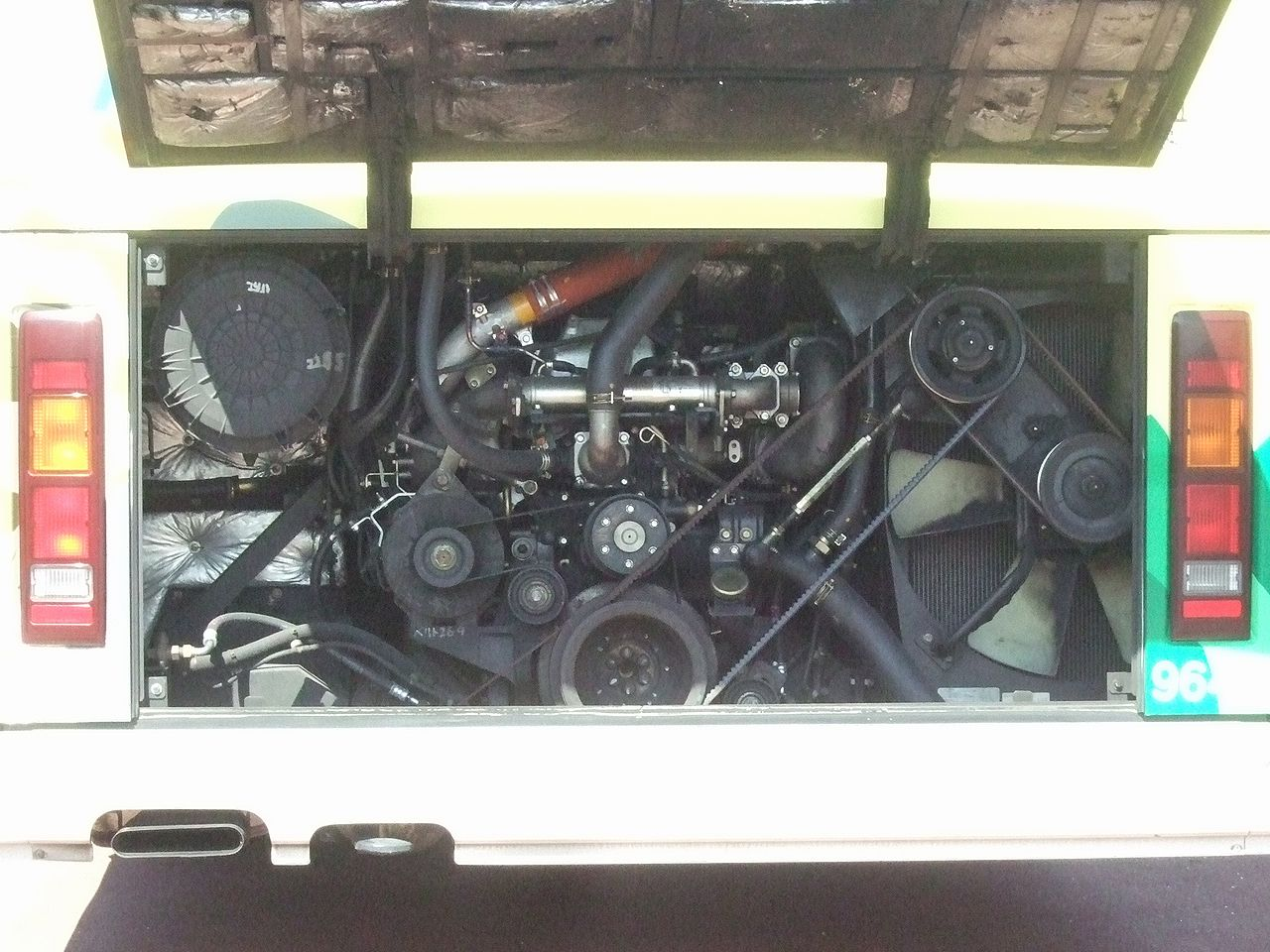
Motor trasero del autobús Nishitetsu
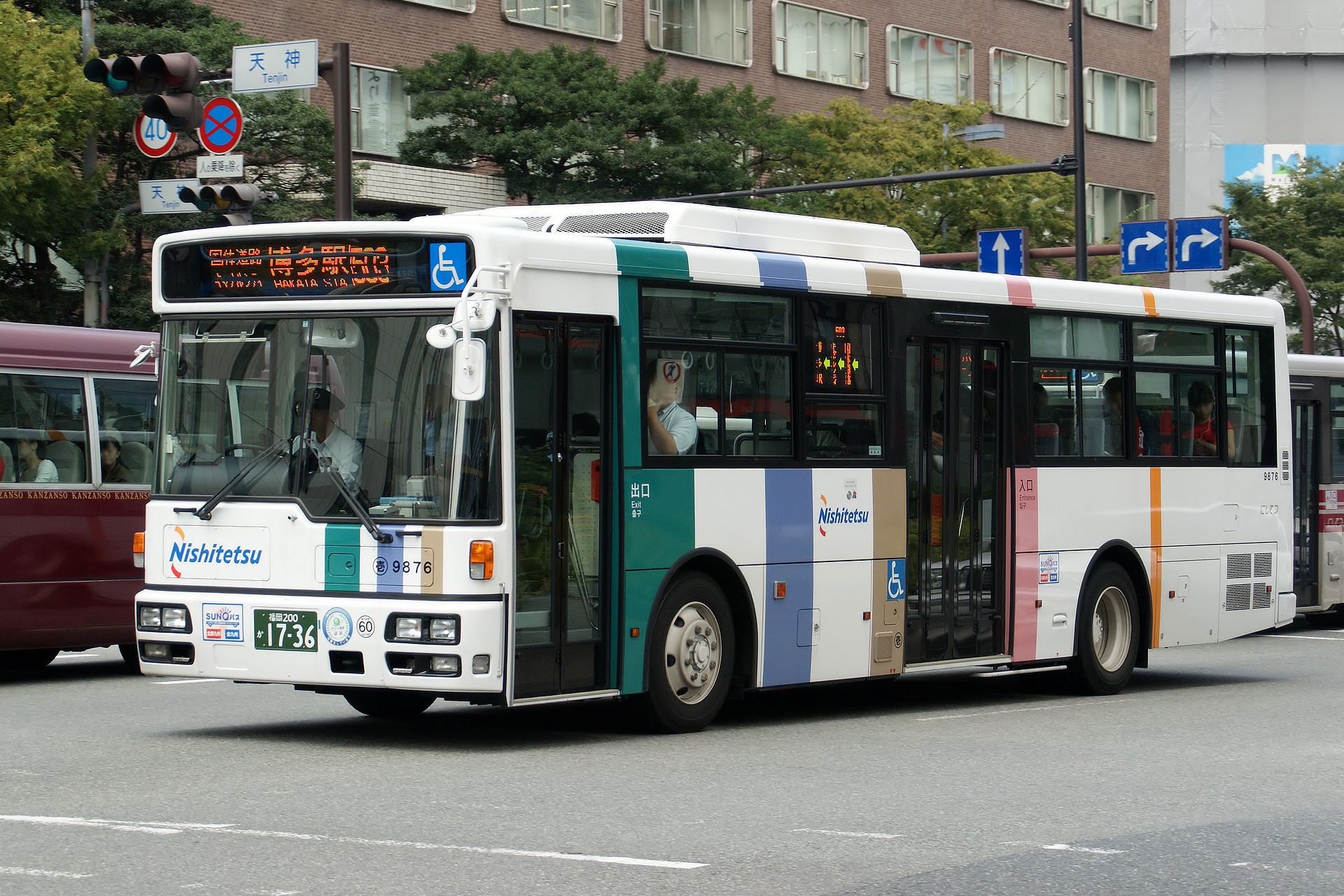
Autobús Nishitetsu
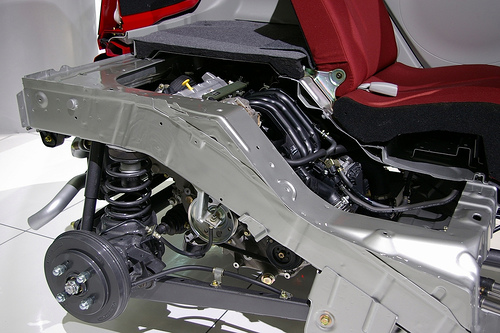
Motor del Mitsubishi i
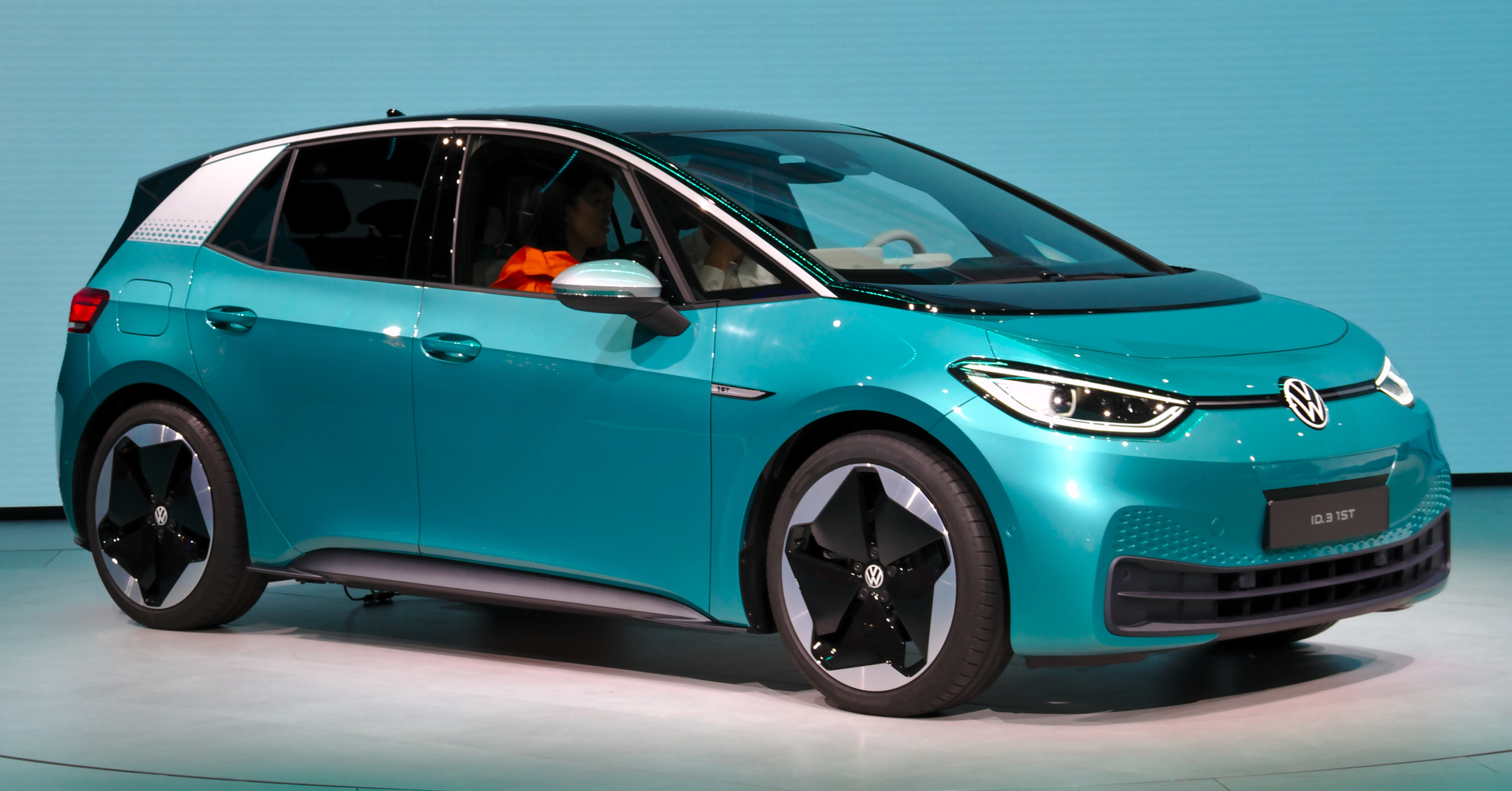
Volkswagen ID.3